# Порнографія
Порногра́фія (грец. πόρνη (порні) — «повія» і грец. γραφή  (графі) — писання) — натуралістичне зображення сексуальної практики в живописі, літературі, кіно, фотографії тощо, або словесний опис статевого акту з метою сексуального збудження; твори, які містять таке зображення.

## Анонс
Порнографічні зображення еволюціонували від наскельних малюнків близько 40 тис. р. тому через скульптуру, малярство, літературу, фотографію, звукозапис, анімацію та кіно до віртуальної реальності. Порнографія відмінна від еротики, однак їх часто вживають як синоніми.
Протягом історії еротичних зображень різні люди робили спроби придушити їх законами про непристойність, цензурувати або зробити незаконними. З середини ХХ ст. західне ставлення до сексу пом’якшало, юридичні визначення непристойності були обмежені. У 1969 році «Блакитне кіно» став першим фільмом із неімітованим сексом, який отримав широкий прокат у США. Після цього настала «Золота доба порно» (1969–1984). Поява домашнього відео та Всесвітньої павутини наприкінці ХХ ст. призвела до розвитку глобальноїпорноіндустрії. З ХХІ ст. більший доступ до Інтернету та доступні смартфони зробили порнографію масовою.
Порносайти входять до 50 найбільш відвідуваних вебсайтів у світі. Через те, що порноіндустрія була першим прихильником інновацій і постачальником фінансового капіталу, вона була одним з факторів сприяння впровадженню та популяризації медіатехнологій. Точний економічний розмір порноіндустрії на початку ХХІ ст. невідомий. У 2015 році вартість світового порноринку становила 97 мільярдів доларів США, а дохід США оцінювався в 10-12 мільярдів. За оцінками, дохід США сягнув щонайменше 3,3 доларів США мільярдів у 2020 році. Порнографія в Японії мала обіг понад 20 доларів мільярдів у 2018 році. Порноіндустрія США наймає багатьох виконавців разом із продюсерським і допоміжним персоналом, має власні видання: XBIZ і AVN; торгова асоціація, Коаліція вільного слова; профспілка, комітет захисту прав порноакторів; і нагороди XBIZ Awards і AVN Awards. AVN Award проходить в США з 1984 і включає 100 номінацій.
Західна культура дедалі більше стає порніфікованою. Порнографія є основним фактором впливу на сприйняття людьми сексу в епоху цифрових технологій. З середини 2010-х стала проблемою фейкова порнографія та порнопомста. Porn Studies, заснований у 2014 році, є першим міжнародним рецензованим академічним журналом, присвяченим критичному вивченню «продуктів і послуг», які вважаються порнографічними.

## Етимологія та визначення
Слово порнографія є конгломератом двох давньогрецьких слів: πόρνος (pórnos) «розпусники», і γράφειν (gráphein) «написання, запис або опис». У грецькій термін «порнографія» означає зображення сексуальної активності.
Дата першого використання терміну невідома. Найдавнішим засвідченим і найбільш спорідненим словом є πορνογράφος (pornographos), тобто «хтось пише про розпусниць» у ІІІ столітті н. е. у роботі Афінея «Дейпнософісти». Найдавніше опубліковане згадування слова «порнографія» як «нова порнографія» датується 1638 роком і приписується Натаніелю Баттеру в історії газетної індустрії Фліту. Сучасне слово «порнографія» увійшло в англійську мову як більш звичне слово в 1842 році через французьке «pornographie», від грецького «pornographos». З міжнародних мов слово потрапило в інші мови та стало інтернаціональним.
Термін «порно» — скорочення від «порнографія». Споріднений термін πόρνη (pórnē) «повія» грецькою спочатку означав «куплена», подібно до pernanai «продавати», від протоіндоєвропейського кореня per- «передати» — натякаючи на акт продажу.
Слово «порнографія» спочатку використовувалося класичними вченими як «книжковий і, отже, необразливий термін для написання про повій», але його значення швидко розширилося, щоб охопити всі форми «неприйнятного або непристойного матеріалу в мистецтві та літературі». У 1864 році словник Вебстера опублікував «розпусну картину» як значення «порнографії», а Оксфордський словник англійської мови: «непристойний живопис» (1842), «опис непристойних речей, непристойна публікація» (1977 або раніше).
Що вважати порнографією, дискутується. Визначення терміну різноманітні. Академічні дослідники визначають порнографію як матеріал сексуального характеру, такий як зображення, відео, текст або аудіо, в першу чергу призначений для сприяння сексуальному збудженню споживача та який створюється та комерціалізується за згодою всіх залучених осіб. Збудження вважається основною метою, якій має відповідати матеріал, щоб вважатися порнографічним.

## Порнографія протягом історії

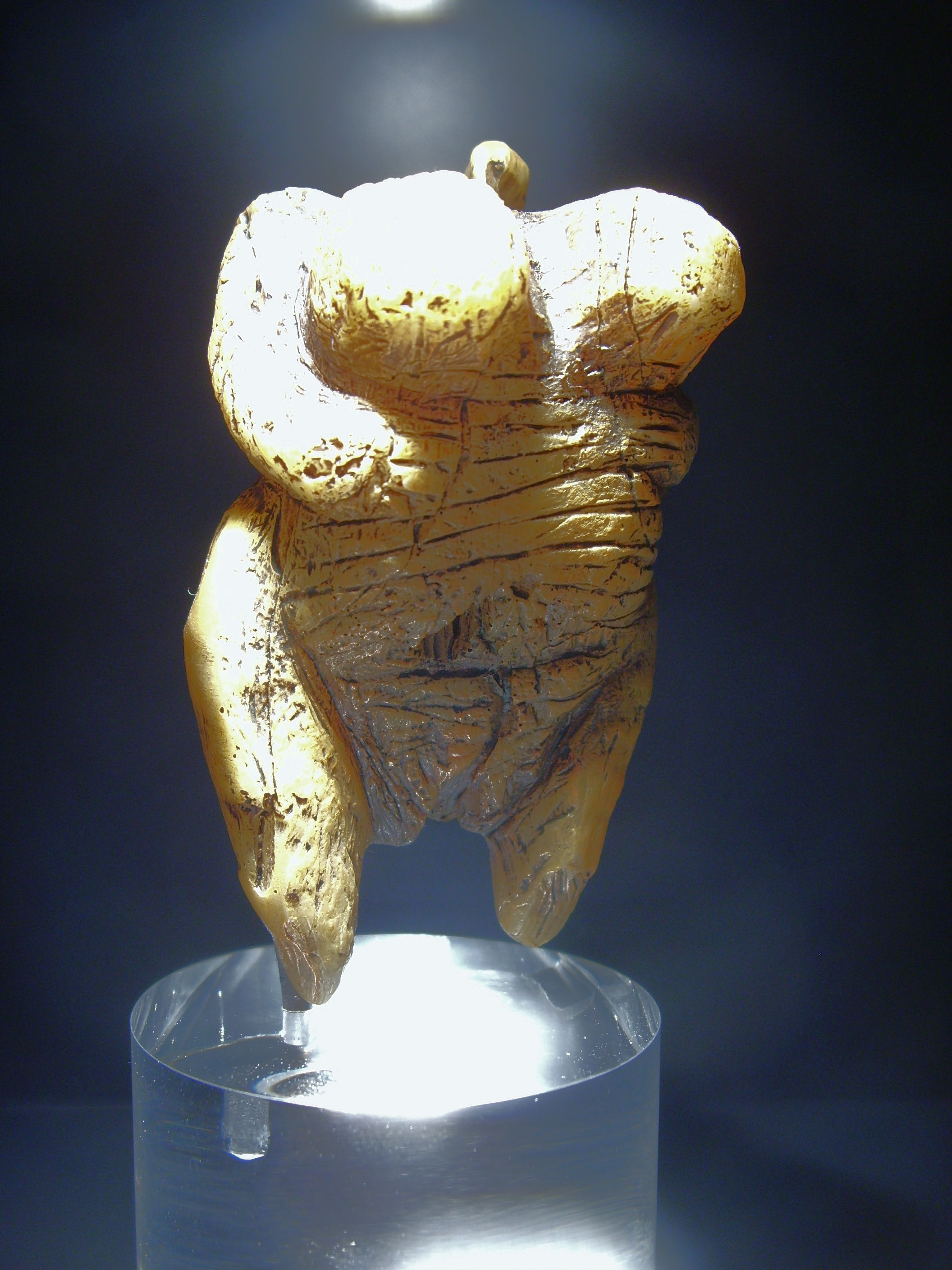
«Венера з Холе-Фельс» вирізана зі слонової кістки мамонта заввишки приблизно 6 сантиметрів, вік щонайменше 35 000 років

Найдавніші артефакти, які вважаються порнографічними, включаючи Венеру з Холе-Фельс, були виявлені в печері поблизу Штутгарта в Німеччині 2008 року. Радіовуглецеве датування припускає, що їм принаймні 35 000 років і вони належать до періоду Оріньяк.

### З давніх часів до Середньовіччя
Зображення сексуального характеру існували з доісторичних часів, як це видно на фігурках Венери та наскельних малюнках. Люди різних цивілізацій створювали зображення відвертого сексу; це артефакти, музика, поезія та фрески, які часто переплітаються з релігійними та надприродними темами.
Величезна кількість артефактів, які були виявлені в стародавній Месопотамії, містили явні зображення гетеросексуального сексу. Гліптичне мистецтво шумерського раннього династичного періоду часто показує сцени сексу в місіонерській позі. На вотивних табличках Месопотамії початку ІІ тисячоліття до н. е. зазвичай показано чоловіка, який проникає ззаду, а жінка, нахиляючись, п’є пиво через соломинку. Середньоассирійські свинцеві вотивні фігурки часто представляли чоловіка, який стоячи проникає в жінку, яка лежить на вівтарі.
Вчені традиційно інтерпретували всі ці зображення як сцени ієрогамії (давнього священного шлюбу між богом і богинею), але вони, швидше за все, пов’язані з культом Інанни, месопотамської богині сексу та культової проституції. У храмі Інанни в Ашшурі було знайдено багато відвертих зображень сексуального характеру, включаючи моделі чоловічих і жіночих геніталій.

В Індії індуїзм прийняв ставлення до сексу як до мистецтва та духовного ідеалу. Деякі стародавні індуїстські храми включали різні аспекти сексуальності у своє мистецтво. Храми в Кхаджурахо і Конарку особливо відомі скульптурами, які детально відображали людську сексуальну активність. Ці зображення розглядалися з духовної точки зору, оскільки вважається, що сексуальне збудження вказує на втілення божественного.

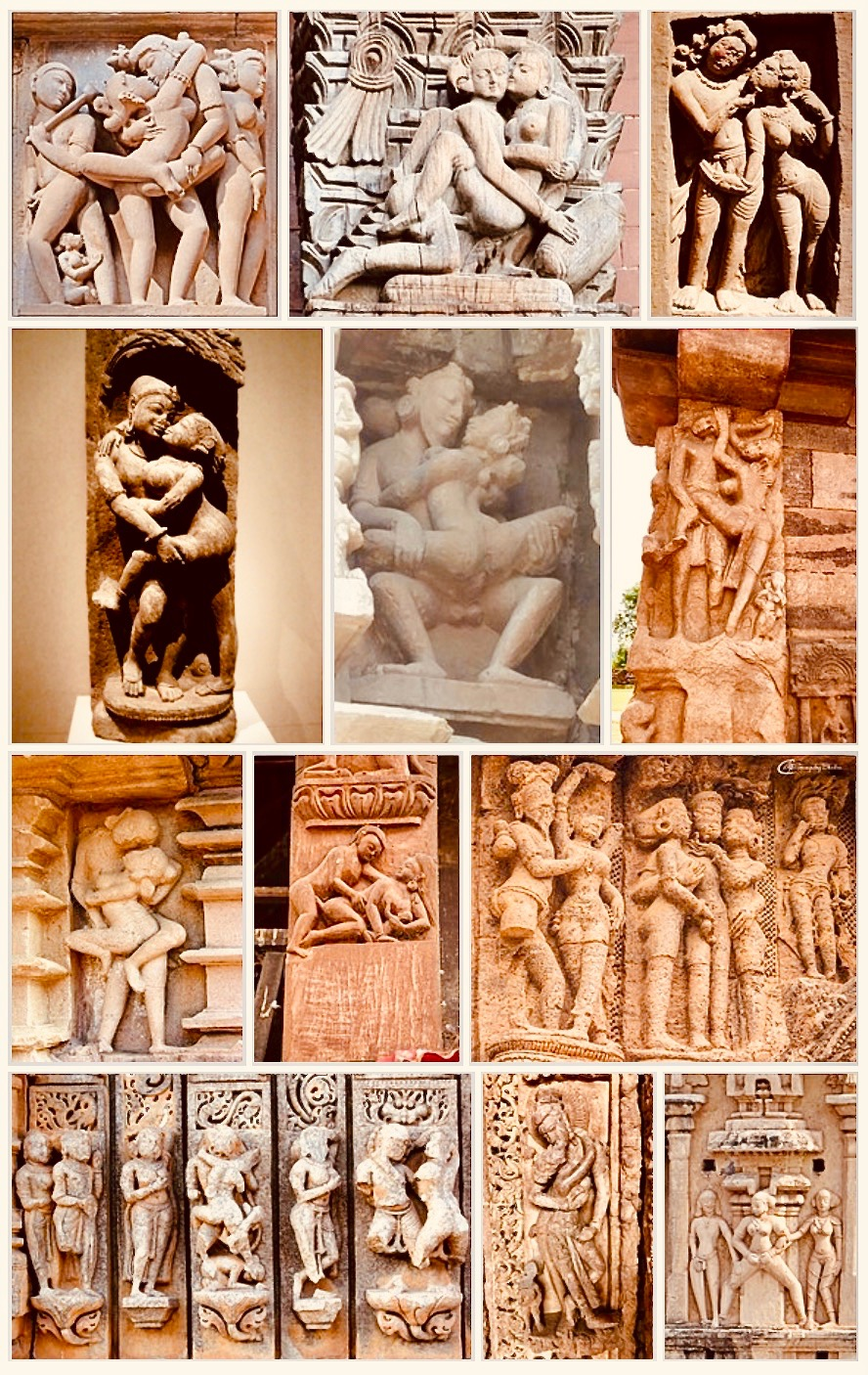
Мистецтво з зображенням Ками в індуїстських храмах. Зображено залицяння, пари в сексі (майтхуна) або сексуальну позу. Вгорі: храми в Індії та Непалі (c. 400).

Кама (сексуальне бажання) досліджувалося в індійських літературних творах, таких як Камасутра, де розглядалися як практичні, так і психологічні аспекти залицяння та статевого акту. Санскритський текст Камасутри був скомпільований мудрецем Ватсьяяною в остаточну форму в другій половині ІІІ ст. н. е. Цей текст, який включав прозу, поезію та ілюстрації щодо еротичного кохання та сексуальної поведінки, є одним із найвідоміших еротичних творів. «Кокашастра» — середньовічний індійський твір, який досліджував каму. Зображення статевого акту не були частиною загального репертуару формального мистецтва Стародавнього Єгипту, але рудиментарні ескізи гетеросексуального акту були знайдені на фрагментах кераміки та графіті. Останні дві третини Туринського еротичного папірусу (Папірус 55001), сувою єгипетського папірусу, знайденого в Дейр-ель-Медіні, складається з серії з 12 віньєток, на яких зображені чоловіки та жінки в різних сексуальних позах. Ймовірно, сувій був створений у Рамессидський період (1292–1075 рр. до н. е.), і його висока художня якість свідчить, що він створювався для заможної аудиторії. Інших подібних сувоїв поки не виявлено.
Коли європейські мандрівники відвідали Індію в ХІХ столітті, вони були налякані релігійним зображенням сексуальності в індуїстських храмах і вважали їх порнографічними. Тобто оцінка матеріалу як порнографії дуже персоналізована.
Археолог Ніколаос Стамполідіс зазначив, що суспільство Стародавньої Греції мало поблажливе ставлення до сексу в галузі мистецтва та літератури. «Ода Афродіті» грецької поетеси Сапфо (600 р. до н. е.) вважається найдавнішим прикладом лесбійської поезії. Червонофігурний вазопис, винайдений в Греції (530 р. до н. е.), часто зображував секс. Комік V століття до нашої ери Арістофан розробив 106 способів опису чоловічих геніталій і 91 для жіночих геніталій. «Лісістрата» (411 р. до н. е.) — комедійна п’єса про сексуальну війну, яку грали в Стародавній Греції.
Коли в XVIII столітті в стародавньому римському місті Помпеї були проведені масштабні археологічні розкопки, велика частина еротичного мистецтва в Помпеях і Геркуланумі виявилася, що шокувало владу, яка намагалася приховати їх від широкого загалу. У 1821 році рухомі об’єкти було замкнено в Таємному музеї в Неаполі, а те, що не вдалося вивезти, було або накрито, або закрито від загального огляду.
Інші приклади раннього мистецтва та літератури сексуального характеру: «Ars Amatoria» («Мистецтво кохання»), трактат II ст. н. е. про мистецтво спокушання та чуттєвості римського поета Овідія; артефакти народу Моче в Перу (100–800 рр. н. е.); «Декамерон», збірка оповідань, деякі з яких мають сексуальний характер, італійського письменника XIV століття Джованні Боккаччо; арабський секс-посібник XV століття «Запашний сад».

### Порнографія Нового часу й Просвітництва
Високорозвинена культура візуальної еротики процвітала в Японії на початку Нового часу. Принаймні з XVІІ ст. еротичні твори мистецтва стали частиною основної культури. Зображення статевого акту часто з'являлися на картинах, які мали на меті забезпечити сексуальну освіту медичних працівників, куртизанок і подружніх пар. Макура-e (малюнки на подушках) створювалися для розваги, а також для керівництва сімейним парам. Японська форма мистецтва ІХ століття «сюнґа», яка зображувала статеві акти на гравюрах і картинах, стала настільки популярною до XVIII ст., що японський уряд почав видавати офіційні укази проти неї. Попри це, японська еротика процвітала завдяки роботам таких художників, як Судзукі Харунобу, які здобули всесвітню популярність. Японські закони про цензуру, прийняті в 1870 році, ускладнювали виробництво еротичних творів. Закони залишалися в силі до кінця війни на Тихому океані в 1945 році. Попри це, порнографія процвітала через продаж «еротичних, гротескних, нісенітницьких» (ero-guro-nansensu) періодичних видань, особливо в епоху Тайшо (1912–1926). З 1960-х в Японії стали популярними рожеві фільми, які зображували сексуальні теми. У 1981 було випущено перше японське порновідео (AV). Японська порноіндустрія досягла свого піку на початку 2000-х, коли щорічно виготовлялося близько 30 000 АВ. З середини 2010-х збільшення доступності безкоштовного порно в Інтернеті призвело до зниження виробництва AV. В останні десятиліття стали популярними інші форми порнографії, такі як хентай, який належить до порнографічної манги та аніме, та еротичні відеоігри.
У Європі твір італійського Відродження XVI століття — «Шляхи», також знаний як «Шістнадцять насолод», став відомим гравюрами, які чітко зображували сексуальні пози. Публікацію цієї книги вважали початком друкованої порнографії в Римі. Друге видання було опубліковано 1527 року під назвою «Пози Аретино», в якому еротичні зображення поєднувалися з текстом — вперше в західній культурі. Ватикан закликав до повного знищення всіх примірників книги та ув'язнення її автора Маркантоніо Раймонді. З розвитком друкарства в Європі почалося видання письмових і візуальних матеріалів, які за своєю суттю були порнографічними. «Гептамерон», написаний французькою мовоюМаргаритою де Наваррською та опублікований посмертно 1558 року, є одним із найперших прикладів непристойних текстів епохи.

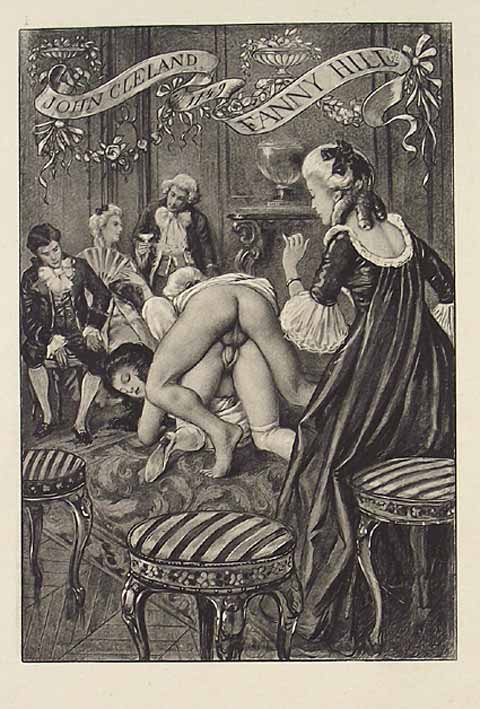
«Фанні Гілл» (1748), одна з найбільш переслідуваних і заборонених книг. Угорі: ілюстрація Фанні Гілл Едуарда-Анрі Авріла (1887)

Починаючи з Просвітництва та прогресу в поліграфічних технологіях виробництво еротичних матеріалів стало настільки популярним, що в Англії розвинувся підпільний ринок таких творів з окремим видавництвом і книготоргівлею. Епохою розкошу порнографії історики вважають XVIII століття. Так, анонімні автори публікують «Розвиток природи» (1744), «Історія людського серця: або Пригоди юного джентльмена» (1749), в якій описується жіноча еякуляція, і «Дитина природи» (1774) були відзначені як видатні порнографічні художні твори цього періоду. Книгу «Фанні Гілл» (1748) вважають «першою оригінальною англійською прозовою порнографією та першою порнографією, яка використовує форму роману». Еротичний літературний твір Джона Кліленда «Фанні Гілл» був вперше опублікований в Англії під назвою «Мемуари жінки задоволення». Цей роман став однією з найбільш переслідуваних і заборонених книг в історії. Письменника Джона Клеланда звинуватили в «розбещенні підданих короля».

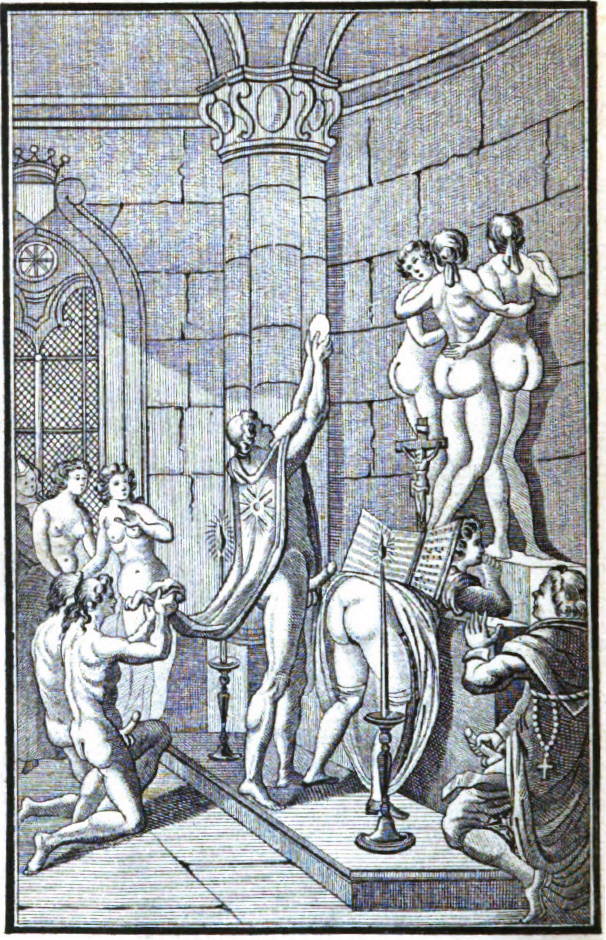
Гравюра монахів, що віддаються оргії. З французького роману «Жюстін» (1791)

Приблизно в той же час в англосфері стали відомі «французькі листівки», еротичне графічне мистецтво, яке почало масово вироблятися в Парижі. Франція епохи Просвітництва була відзначена істориками як центр зародження порнографії сучасної доби. Твори французької порнографії, які часто зосереджувалися на вихованні інженю в розпусника, домінували в продажі відвертого сексуального контенту. Французи намагалися поєднати наративи сексуального задоволення з філософською та антиістеблішментською основою. Політична порнографія почалася з часів Французької революції (1789–1799), ставши, крім сексуальної складової, популярним засобом протесту проти соціальних і політичних норм часу. Порнографія використовувалася для дослідження ідей сексуальної свободи для жінок і чоловіків, різних методів контрацепції та для викриття злочинів могутніх королівських осіб та еліт. Робітники й нижчі класи у Франції масово випускали порнографічні матеріали з темами імпотенції, інцесту та оргій, які висміювали владу церкви-держави, аристократів, священників, ченців та інших королівських осіб. Одним із найважливіших авторів соціально-радикальної порнографії був французький аристократ маркіз де Сад (1740–1814), який вивів слова «садизм» і «садист». Він захищав розпусну сексуальність і публікував критику влади, багато робіт містили порнографічний зміст. Його робота «Жюстина» (1791) переплітає оргіастичні сцени з широкими дебатами про проблеми власності та традиційної ієрархії в суспільстві.

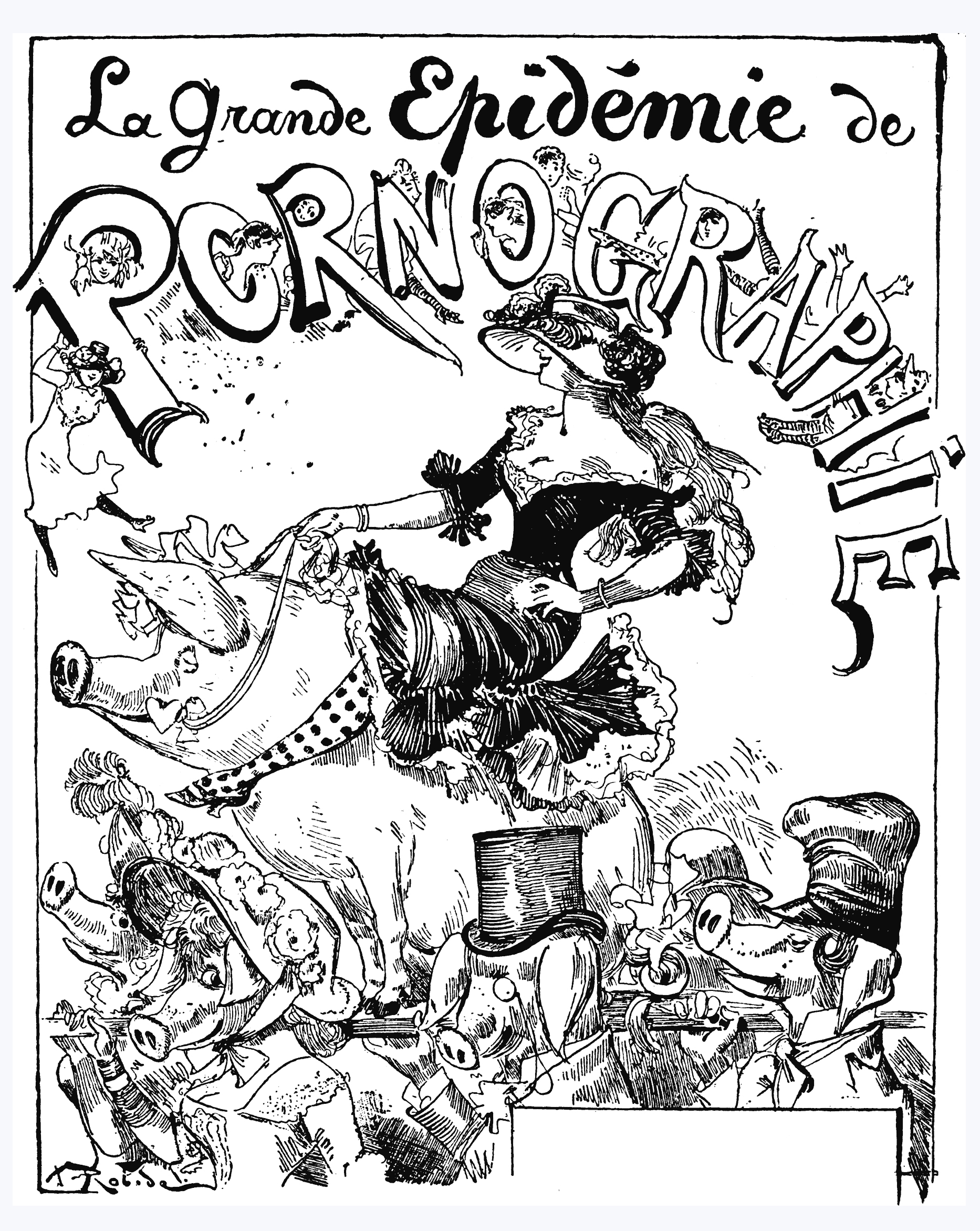
Карикатура на тему «Велика епідемія порнографії». Французька ілюстрація (c. 1880).

У вікторіанську епоху (1837–1901) винайдення ротаційного друкарського верстата полегшило публікацію книг, у цей період було опубліковано багато творів хтивого характеру, часто під псевдонімами або анонімно. 1837 року на Холівелл-стріт (відомій як «Книжковий ряд») у Лондоні було понад 50 магазинів, які продавали порнографічні матеріали. Багато робіт, опублікованих у вікторіанську епоху, вважаються сміливими та яскравими навіть за нинішніми стандартами. Англійський роман «Пригоди, інтриги та кохання служниці!» написаний анонімною «Самою» (бл. 1838 р.) сповідував думку про те, що гомосексуальні акти приносять жінкам більше задоволення, ніж гетеросексуальність, пов’язана з хворобливими та незручними переживаннями. Деякі з популярних видань цієї епохи: The Pearl (журнал еротичних оповідань і віршів, виданий з 1879 по 1881 рік); «Гаміані, або Дві ночі надмірностей» (1870) Альфреда де Мюссе; і «Венера в хутрі» (1870) Леопольда фон Захер-Мазоха, від імені якого походить термін «мазохізм». «Гріхи міст рівнини» (1881) є одним з перших єдиних чоловічих гомосексуальних літературних творів, опублікованих англійською мовою, кажуть, що цей твір надихнув інший гей-літературний твір «Телень, або Зворотний бік медалі» (1893), авторство якого часто приписували Оскару Вайльду. «Романтика хтивості», написана анонімно та опублікована у чотирьох томах протягом 1873–1876 років, містила графічні описи тем, що детально описують інцест, гомосексуальність та оргії. Інші публікації вікторіанської епохи, які включали теми фетишу та табу, такі як садомазохізм і «секс між поколіннями», це: «Моє таємне життя» (1888–1894) і «Заборонений плід» (1898). Через звинувачення в непристойності багато з цих творів були заборонені до 1960-х.

### Криміналізація порнографії

#### Англійський акт 1857
Першим законом, який криміналізував порнографію, був англійський Акт про непристойні публікації 1857 року, прийнятий за наполяганням Товариства боротьби з розпустою. Акт стосувався Сполученого Королівства та Ірландії. Відповідно до нього продаж непристойних матеріалів визнано правопорушенням і надано владі право вилучати та знищувати будь-які матеріали, які вони вважають розпусними.
Століттями раніше матеріали сексуального характеру вважалися виключною сферою для аристократичних класів. Коли порноматеріали процвітали в Англії вікторіанської доби, заможні класи вважали, що вони достатньо розумні, щоб мати справу з ними, на відміну від нижчих робітничих класів, які, на їхню думку, відволікатимуться на такі матеріали та перестануть бути продуктивними. Також процвітали вірування в те, що мастурбація робить людей хворими, божевільними або сліпими. Закон про непристойність, на відміну від будь-якого іншого закону раніше, дав урядовцям повноваження втручатися в приватне життя людей. Декого з підозрюваних у мастурбації примушували носити засоби цнотливості. «Лікування» від мастурбації передбачало такі ураження електричним струмом і нанесення карболової кислоти на клітор. Закон критикували за базування на ще недоведених твердженнях про те, що порноматеріали є шкідливими для людей або громадського здоров’я.

#### Американський акт 1865
У 1865 році поштова служба США розглядалася як «транспортний засіб» для передачі матеріалів, які американські законодавці визнали непристойними. Був прийнятий закон про поштові послуги, за яким люди мали платити штраф у розмірі 500 доларів за свідоме надсилання поштою будь-якої «непристойної книги, брошури, малюнку чи іншої публікації». З 1865 року до перших трьох місяців 1872 року за різними звинуваченнями в непристойності утримували загалом дев'ять осіб, одну особу засудили до року ув'язнення; тоді як протягом наступних десяти місяців за цим законом було заарештовано 15 осіб. Частково це сталося завдяки зусиллям Ентоні Комстока, який 1872 року став великою фігурою та мав велику владу контролювати сексуальні дії людей, включаючи право на аборт. Закон Комстока 1873 року є американським еквівалентом англійського Закону про непристойність. Законопроєкт про непристойність, розроблений Комстоком, обговорювався в Конгресі США менше години. Крім повноважень конфіскувати та знищувати будь-які матеріали, які вважаються непристойними, закон дозволяв органам влади проводити арешти за будь-які непристойні дії, які включали володіння контрацептивами у подружніх пар. За повідомленнями, у США було знищено 15 тон книг і 4 мільйони фотографій, близько 15 людей були доведені до самогубства, 4000 заарештовано. Щонайменше 55 осіб, яких Комсток назвав абортіоністами, були звинувачені за його актом.

### Лібералізація в ХІХ ст.
Закони щодо порнографії відрізнялися в різних історичних, культурних і національних контекстах. Англійський закон не поширювався на Шотландію, де продовжувало діяти загальне право. До Англійського закону публікація непристойних матеріалів розглядалася як правопорушення загального права, це ускладнювало ефективне переслідування авторів і видавців навіть у випадках, коли матеріал був явно призначений як порнографія. Проте ані англійський закон, ані закон США не визначили, що вважається «непристойним», залишаючи це визначати судам. Для виконання закону Комстока суди США використовували британський критерій Гікліна для визначення непристойності, визначення якого вперше було запропоновано 1868 року, через 10 років після прийняття англійського акту про непристойність. Визначення закріпилося в 1896 році і діяло до середини ХХ ст. Починаючи з 1957 по 1997 рік, Верховний суд США виніс численні рішення, які переосмислили зміст непристойності.
Законодавство ХІХ століття зрештою заборонило публікацію, роздрібний продаж і торгівлю певними творами та зображеннями, які вважалися порнографічними. Попри те, що закони наказували знищувати магазини та складські запаси, призначені для продажу, приватне володіння та перегляд (деяких форм) порнографії не вважалися правопорушеннями аж до ХХ століття. Історики досліджували роль порнографії у визначенні соціальних норм. Вікторіанське ставлення до того, що порнографія призначена лише для небагатьох обраних, видно у формулюванні тесту Гікліна, який випливає з судової справи 1868 року, де запитувалося: «чи тенденція предмета, який звинувачується як непристойність, полягає в тому, щоб зіпсувати та розбестити тих, чиї уми відкриті для таких аморальних впливів».
Попри офіційну заборону, продаж матеріалів сексуального характеру продовжувався через «прилавок». У цей час (1896–1955 рр.) стали популярними журнали, що спеціалізуються на жанрі «зухвалий і гострий». Назви кількох популярних журналів: Wink: A Whirl of Girls, Flirt: A FRESH Magazine і Snappy. Історії на їх обкладинках містили такі сегменти, як «жваві пін-апи» та «милашки на високих підборах». Деякі з популярних еротичних літературних творів ХХ століття включають романи: «Історія ока» (1928), «Тропік Рака» (1934), «Тропік Козерога» (1938), французька « Історія О» (1954); оповідання: «Дельта Венери» (1977), «Пташки» (1979).

#### Винахід фотографії та кіно
Після винаходу фотографії виникла еротична фотографія. Найстаріше збережене порнографічне зображення датується приблизно 1846 роком, описується як зображення «досить серйозного чоловіка, який обережно вставляє свій пеніс у вагіну настільки ж серйозної жінки середнього віку». Колись придбати еротичну фотографію було дорожче, ніж купити повію. Серед паризького напівсвіту був міністр Наполеона III Шарль де Морні, який купував і показував еротичні фотографії на великих зібраннях.
Виробництво порнографічних фільмів почалося майже відразу після винаходу кіно 1895 року. Піонер кінокамери Томас Едісон випустив кілька фільмів, у тому числі «Поцілунок», які були визнані непристойними в Америці кінця ХІХ століття. Двома першими піонерами порнофільмів були Ежен Піру та Альберт Кіршнер. Кіршнер зняв для Піро найперший збережений порнофільм під торговою назвою «Léar». Фільм 1896 року «Le Coucher de la Mariée» показав Луїзу Віллі, яка виконує стриптиз. Фільм Піру надихнув жанр ризикованих французьких фільмів, які показували жінок, які роздягалися, і інші кінематографісти зрозуміли, що на таких фільмах можна отримати прибуток.

### Легалізація порнографії та розвиток порноіндустрії
Фільми відверто сексуального характеру призвели до кримінальної відповідальності продюсерів і розповсюджувачів. Такі фільми нелегально знімали аматори, починаючи з 1920-х, переважно у Франції та США. Обробка була ризикованою, як і розповсюдження, яке було суворо приватним. Проте у західному світі протягом 1960-х ставлення до сексу та порнографії повільно змінилося. 1967 року Данія скасувала закони про непристойність у літературі. Це призвело до скорочення продажу порнографічної та еротичної літератури. Сподіваючись на подібний ефект, влітку 1969 року законодавці Данії скасували цензуру на графічну порнографію, ставши з 1 липня 1969 року першою країною, яка легалізувала порнографію, включно з дитячою порнографією, знов забороненою 1980 року. Законодавство 1969 року не призвело до скорочення виробництва порнографії, а до вибуху інвестицій у та комерційного виробництва порнографії в Данії, що зробило назву країни синонімом сексу та порнографії. Загальний роздрібний обіг порнографії в Данії за 1969 рік оцінювався в 50 мільйонів доларів США. Велика частина порноматеріалів, вироблених у Данії, була контрабандою ввезена в інші країни.

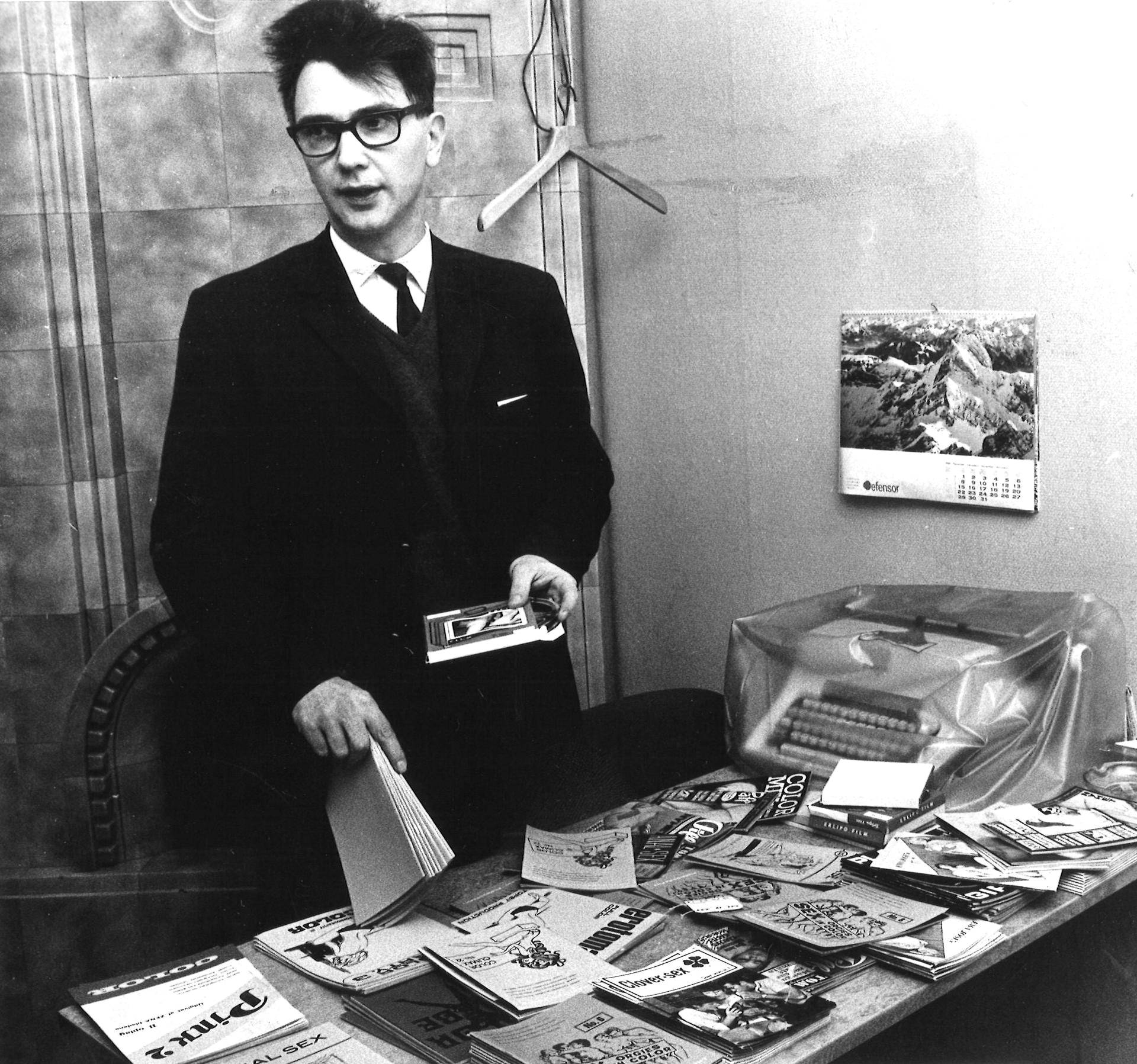
Підбірка контрабандної порнографічної літератури, конфіскованої митними органами Фінляндії в 1969, Фінляндія

У США порнографія захищена Першою поправкою до Конституції США, якщо вона не є непристойною або дитячою порнографією, створеною за участю справжніх дітей. Проте у справі Стенлі проти Джорджії (1969) Верховний суд США підтримав право дорослої особи володіти непристойними матеріалами в приватному порядку. Однак згодом Верховний суд відхилив твердження, що за Стенлі існує конституційне право надавати непристойні матеріали для приватного використання або купувати їх для приватного використання. Право володіти непристойним матеріалом не означає права надавати або здобувати його, оскільки право володіти ним «відображає не більше, ніж... прагнення закону захистити приватне життя [вдома]».
У 1969 році «Блакитне кіно» Енді Воргола став першим повнометражним фільмом, який зображує відвертий статевий акт, і отримав широкий прокат у кінотеатрах США.
Кінознавиця Лінда Вільямс зазначила, що поблажливість «є ключовим терміном у будь-якому обговоренні сексу з рухомими зображеннями, починаючи з 1960-х. Часто це «інтерес», якому ніхто не хоче відповідати». У 1968 році Американська кіноасоціація створила нову систему рейтингів фільмів, згідно з якою будь-який фільм, не схвалений асоціацією, випускався з рейтингом «X». Коли порнографи почали випускати свою продукцію з рейтингом X, асоціація прийняла рейтинг NC-17 для фільмів лише для дорослих, залишивши рейтинг X порнографії. Пізніше придуманий трюк-рейтинг «XXX» став стандартом для порнографічних матеріалів.

#### Золота доба порно (1970-ті)
У 1970 році Комісія президента США з питань непристойності та порнографії, створена для вивчення наслідків порнографії, повідомила, що «на сьогодні немає жодних доказів того, що вплив відвертих матеріалів сексуального характеру відіграє значну роль у спричиненні злочинної чи злочинної поведінки серед молодь чи дорослих». Крім того, у звіті рекомендовано не встановлювати будь-яких обмежень на доступ дорослих до порнографії та запропоновано, щоб законодавство «не повинне втручатися в право дорослих, які бажають це робити, читати, отримувати або переглядати матеріали відвертого сексуального характеру». Щодо поняття про неприйнятність вмісту сексуального характеру, Комісія визнала «недоцільним пристосувати рівень спілкування дорослих до рівня, який вважається придатним для дітей». Верховний Суд підтримав цю думку.
У 1971 році Швеція вилучила пункт про непристойність. Подальше послаблення законодавства на початку 1970-х  у США, Західній Німеччині та інших країнах призвело до зростання виробництва порнографії. 1970-ті були описані Ліндою Вільямс як «класична» ера театрально демонстрованого порно, яку зараз називають Золотою добою порно.
У 1979 році Британський комітет з питань непристойності та кіноцензури, більш відомий як Комітет Вільямса, створений для перегляду законів щодо непристойності, повідомив, що порнографія не може бути шкідливою, і думати про щось інше означає бачити порнографію «непропорційною». Комітет заявив, що існуючі різноманітні закони в цій сфері мають бути скасовані, і до тих пір, поки вона заборонена для дітей, дорослі мають бути вільні споживати порнографію, як вони вважають за потрібне.
Доповідь Міза в 1986 році виступала проти послаблення обмежень на порнографію в США. Звіт розкритикували як упереджений, неточний і такий, що не заслуговує довіри.
У 1988 році Верховний суд Каліфорнії у справі «Народ проти Фрімена» ухвалив, що «зйомка сексуальних дій з метою продажу» не є сутенерством або проституцією та має бути забезпечена захистом згідно з першою поправкою. Це рішення фактично легалізувало виробництво порноконтенту з рейтингом X в окрузі Лос-Анджелес, який до 2005 року став найбільшим у світі центром виробництва порнофільмів. Порнофільми з'являлися протягом ХХ століття. Спочатку як мініфільми (1900–1940-ті), потім як порноцикли або короткометражні фільми для піп-шоу (1960-ті), потім як художні фільми для показу в секс-кінотеатрах (1970-ті) і як домашнє відео (1980-ті).

#### Розквіт порножурналів
Порнографічні журнали, видані з 1950-х, відіграли роль в сексуальній революції та лібералізації законів щодо сексу в західному світі. Г’ю Гефнер 1953 року опублікував перший у США номер Playboy, який описав «довідником для міського чоловіка». Журнал містив зображення оголених жінок і статті та інтерв’ю про політику та культуру. Через 12 років, у 1965, Боб Гуччіоне у Великій Британії відкрив видання Penthouse і 1969 року опублікував перший американський випуск як прямий конкурент Playboy. У перші дні на фото жінок, опублікованих у Playboy, не було видно волосся на лобку чи геніталій. Penthouse став першим журналом, який 1970 року показав лобкове волосся. Playboy наслідував приклад, і між журналами виникла конкуренція за публікацію все відвертіших фото, змагання, яке згодом було названо «Публічними війнами».
«Ми першими показали повну фронтальну наготу. Першими повністю оголили клітор. Я думаю, що ми зробили дуже серйозний внесок у лібералізацію законів і поглядів». — Боб Гуччіоне, засновник Penthouse, 2004.
Боротьба Playboy і Penthouse стала забуватися, коли Ларрі Флінт заснував Hustler. Він став першим журналом, який 1974 року опублікував  «рожеві кадри» статевих губ. Hustler позиціонувався як порножурнал для робітничого класу на противагу міським Playboy і Penthouse.
У той же час 1972 року Гелен Герлі Браун, редакторка журналу Cosmopolitan, опублікувала центральну розкладку, на якій був зображений оголений актор Берт Рейнольдс. Його популярну позу пізніше наслідували багато інших знаменитостей. Успіх Cosmo призвів до запуску 1973 року Playgirl.
На піку свого розвитку Playboy продавав близько 6 млн копій на місяць у США, Penthouse майже 5 млн. У 2010-х, коли ринок друкованих порножурналів занепав, Playboy продав близько 1 млн примірників, а Penthouse — близько 100 тисяч, багато порножурналів стали онлайн-виданнями. Станом на 2005 рік найбільш продавані порножурнали у США зберігали більше охоплення порівняно з більшістю непорнографічних журналів і часто входили до числа найпродаваніших.

#### Інтернет і масова порнографія
Сучасна порнографія почала формуватися в середині 1980-х, коли були випущені перші настільні комп’ютери та публічні комп’ютерні мережі. Починаючи з 1990-х, Інтернет зробив порнографію доступнішою та культурно помітнішою. До 1990-х групи новин Usenet слугували основою для «аматорської революції», коли непрофесіонали кінця 1980-х і початку 1990-х за допомогою цифрових камер та Інтернету незалежно створювали та поширювали власний порнографічний вміст. Використання Всесвітньої павутини стало популярним із появою навігатора Netscape у 1994 році. Це призвело до нових методів розповсюдження та споживання порнографії. Інтернет виявився популярним джерелом порнографії, і його назвали «потрійним двигуном А» за те, що він пропонував споживачам «анонімність, доступність і доступність», стимулюючи порноіндустрію. Думка, що Інтернет повниться порно, стала настільки популярною, що в 1995 році Time опублікував історію «CYBERPORN» з обличчям шокованої дитини як обкладинки. У рішенні у справі «Ріно проти ACLU» (1997 р.) Верховний суд США підтвердив законність розповсюдження порнографії та використання її дорослими в Інтернеті. Суд зазначив, що уряд не може зводити спілкування між дорослими до «тільки того, що підходить для дітей».
З появою широкосмугового з’єднання велика частина мереж розповсюдження порнографії перемістилася в Інтернет, надаючи анонімний доступ до різноманітних порноматеріалів. Щоб краще контролювати свій вміст в Інтернеті, деякі професійні порнографи відкривають власні вебсайти. Danni's Hard Drive, заснований 1995 року Данні Ешем, вважається одним із найперших онлайн порносайтів, написаний Еш – колишньою стриптизеркою та еротичною моделлю. За даними CNN, до 2000 року сайт приніс дохід у 6,5 мільйонів доларів США. За даними деяких провідних постачальників порноматеріалів в Інтернеті, кількість користувачів, підписаних на вебсайт, становить приблизно 1 із 1000 людей, які відвідують сайт за місячну плату в середньому близько 20 доларів США. В інтерв'ю Еш сказала, що на її вебсайті працює 45 людей, і вона розраховує заробляти 8 доларів мільйонів лише у 2001 році. Загальна кількість порносайтів у 2000 році оцінювалася у понад 60 000. Розвиток потокових сайтів, однорангових мереж обміну файлами (P2P) і трубних сайтів призвело до подальшого зниження продажу DVD-дисків і порножурналів.
Починаючи з 2000 року, більший доступ до Інтернету та доступні смартфони зробили порнографію доступнішою. Загальна кількість порносайтів у 2012 році оцінювалася в близько 25 мільйонів, що було 12% від усіх вебсайтів. Близько 75% домогосподарств у США отримали доступ до Інтернету до 2012 року. Дані за 2015 рік свідчать про збільшення споживання порнографії за останні десятиліття, що пояснюється зростанням порнографії в Інтернеті. Технологічні досягнення, такі як цифрові камери, ноутбуки, смартфони та Wi-Fi, демократизували виробництво та споживання порнографії. Постачальники послуг на основі передплати, такі як OnlyFans, заснований у 2016 році, стають популярними як платформи для торгівлі порнографією в епоху цифрових технологій. Окрім професійних порнографів, серед творців контенту на таких платформах є й інші, наприклад, вчитель фізики, автогонщик, жінка, яка лікується від раку. У 2022 році загальний порнографічний вміст, доступний онлайн, оцінювався в понад 10 000 терабайт.
AVN і XBIZ – це галузеві організації, розташовані в США, які надають інформацію про порноіндустрію. Нагороди XBIZ Awards і AVN Awards, аналогічні «Золотому глобусу» та «Оскару», є двома видатними шоу в порноіндустрії. Free Speech Coalition (FSC) — торгова асоціація, а Adult Performer Advocacy Committee (APAC) — профспілка порноіндустрії у США. Наукове вивчення порнографії, особливо в культурології, обмежене. Porn Studies, заснований у 2014 році, є першим міжнародним рецензованим академічним журналом, присвяченим виключно критичному вивченню «продуктів і послуг», визначених як порнографія.

## Комерціалізація порнографії
Порнографія комерціалізується переважно через продаж порнографічних фільмів. Багато порнофільмів виходили в 1970-х, Золоту добу порно. За оцінками федерального дослідження 1970 року, загальна роздрібна вартість жорсткої порнографії в США не перевищувала 5-10 мільйонів доларів. Випуск відеомагнітофона корпорацією Sony для масового ринку в 1975 році ознаменував перехід від перегляду порно в секс-кінотеатрах до власних будинків. Впровадження VHS протягом 1980-х знизило якість виробництва.
Починаючи з 1990-х, Інтернет полегшив доступ до порнографії. Модель оплати за перегляд дозволяла купувати порноконтент безпосередньо в постачальників послуг кабельного та супутникового телебачення. Відповідно до звіту телемережі Showtime, у 1999 році послуги з оплатою за перегляд для дорослих склали 367 мільйонів доларів, що в 6 разів більше за 54 мільйони доларів, зароблених 1993 року. Попри те, що цей розвиток призвів до зниження прокату, доходи через Інтернет, забезпечили значні фінансові вигоди для виробників порнографії та компаній кредитних карток. До середини 1990-х у порноіндустрії були агенти для порноакторів, виробничі групи, дистриб’ютори, рекламодавці, галузеві журнали та торгові асоціації. Поява домашнього відео та Всесвітньої павутини наприкінці ХХ ст. призвела до глобального зростання порноіндустрії. Порноактори отримуватимуть контракти на кілька фільмів. У 1998 році Forrester Research опублікували звіт про індустрію онлайн порноконтенту, оцінивши річний дохід від $750 млн до $1 млрд.
Роздрібні магазини або секс-шопи, що продають порноматеріали, починаючи від відео, журналів, секс-іграшок, значною мірою сприяли загальній комерціалізації порнографії. Секс-шопи продають свою продукцію як на торгових платформах, таких як Amazon, так і на спеціалізованих сайтах.
У 2000 році загальний річний дохід від продажу та прокату порнографічних матеріалів у США оцінювався у понад 4 мільярди доларів США. Готельна індустрія завдяки продажу порнофільмів своїм клієнтам як частини обслуговування номерів через канали з оплатою за перегляд отримувала річний дохід у розмірі близько 180-190 мільйонів доларів США. Деякі з великих компаній і мереж готелів, які займалися продажем порнофільмів через платформи з оплатою за перегляд: AT&T, Time Warner, DirecTV від General Motors, EchoStar, Liberty Media, Marriott International, Westin і Hilton Worldwide. Компанії заявили, що їхні послуги є відповіддю на зростаючий американський ринок, який хоче доставляти порнографію додому. Дослідження 2001 року показали, що загальний річний дохід США (включно з відео, платним переглядом, Інтернетом та журналами) становить від 2,6 до 3,9 мільярдів доларів.

### Порнографія та економіка
Виробництво та розповсюдження порнографії є економічною діяльністю певного значення. У Європі промисловим центром порно вважається Будапешт. Інші центри виробництва порнографії у світі знаходяться у Флориді (США), Бразилії, Чехії та Японії.
У порноіндустрію США залучено близько 20 000 осіб, у тому числі від 2 000 до 3 000 порноакторів, вона зосереджена в долині Сан-Фернандо в Лос-Анджелесі. До 2005 року він став найбільшим центром порновиробництва у світі. Крім регулярного висвітлення в ЗМІ, порноіндустрія США отримує значну увагу з боку приватних організацій, урядових установ і політичних організацій.

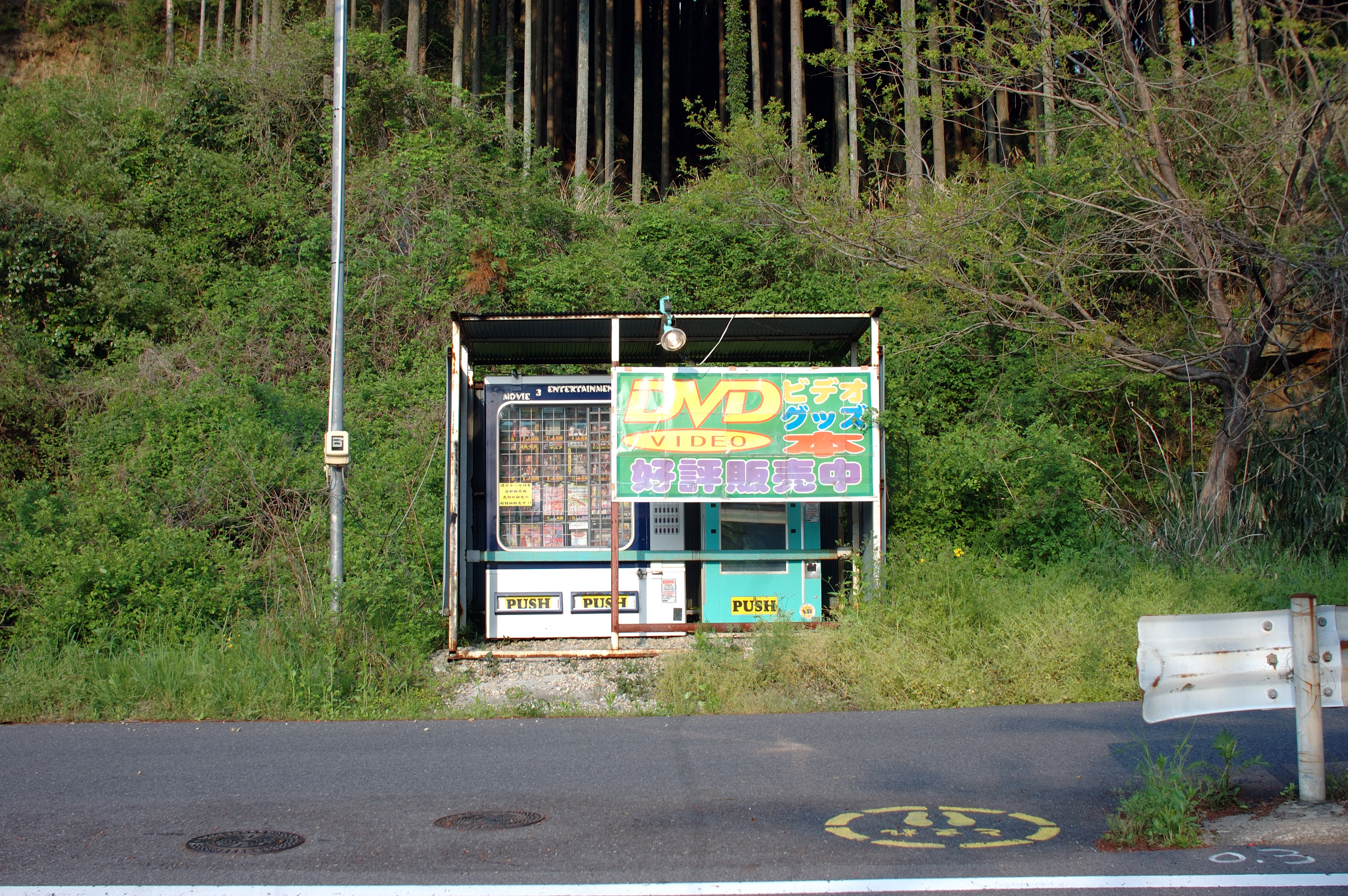
Торговий порноавтомат у Японії. У 2018 порнографія в Японії сягала понад 20 мільярд доларів.

Станом на 2011 рік порнографія стала одним із найбільших видів бізнесу в США. Вважалося, що в 2014 році у США порноіндустрія принесла щонайменше 13 мільярдів доларів на рік. У 2010-х багато компаній з виробництва порнографії та найпопулярніші порносайти, такі як Pornhub, RedTube і YouPorn, були придбані MindGeek, монополістом у порнобізнесі. Ця подія була визначена як проблема. За словами Марини Адшаде, професорки Ванкуверської школи економіки та авторки книги «Долари та секс: як економіка впливає на секс і кохання», наявність монополії в порнобізнесі змусила виробників знизити тарифи та радикально змінила життя порноакторів, «які зараз перебувають під більшим тиском, щоб виконувати дії, від яких вони могли б відмовитися в минулому», і все це за нижчою ціною без прибутку для себе.
Технологічна ера призвела до занепаду порностудій та «розквіту самої порнографії». Нові шляхи монетизації відкрилися для порнографів, які стали на шлях підприємництва. У 1995 році Дженна Джеймсон підписала свій перший контракт з порностудією Wicked Pictures. Після створення іміджу свого бренду вона заснувала компанію ClubJenna, яка до 2005 року отримувала річний дохід у розмірі 30-35 мільйонів доларів США. «Виконавці тепер хастлери», — сказала Шанель Престон, зазначивши, що виконавці мусять бути креативними, щоб підтримувати свій дохід і охоплювати аудиторію, і обидві ці умови переважно досягаються через «художні танці, продаж товарів, вебкамеру». Однією з нових сфер стала порнографія «на замовлення», створена за запитами покупців. Середня сучасна порнокар’єра триває приблизно від 4 до 5 місяців. Перш ніж перейти в порноіндустрію,  виконавці використовують студійні роботи для реклами та створення іміджу свого бренду. Вони залучають аудиторію, яка згодом платитиме за виступи на особистому вебсайті чи вебкамері. Комерційний вебкам, який виник у 1990-х як нішева галузь порноіндустрії, до середини 2020-х перетворився на багатомільярдний бізнес.
Точний економічний розмір порноіндустрії на початку ХХІ ст. невідомий. Кассія Восік, соціологиня з Університету штату Нью-Мехіко, у 2015 році оцінила вартість світового порноринку в 97 мільярдів доларів, при цьому дохід США оцінюється в 10 і 12 мільярдів доларів США. IBISWorld, провідний дослідник різних ринків і галузей, підрахував, що загальний дохід порноіндустрії США досягне $3,3 млрд до 2020 року.

### Авторське право та піратство
Доступність безкоштовного порно в Інтернеті призвела до занепаду мейнстримної порноіндустрії. За оцінками, збитки від піратства для порноіндустрії становлять близько 2 мільярдів доларів на рік. Бюджети багатьох порностудій значно скоротилися, контракти стали рідшими. Заявки відомих порнокомпаній на отримання дозволів на порнозйомки в окрузі Лос-Анджелес з 2012 по 2015 рік впали на 95%. За словами Марка Шпіглера, агента з порноталантів, на початку 2000-х порноакторки заробляли близько 100 тисяч доларів на рік. До 2017 року сума становила близько 50 тисяч доларів.
Піратство, незаконне копіювання та розповсюдження матеріалів викликає велике занепокоєння порноіндустрії. Порноіндустрія була предметом багатьох судових процесів і офіційних заходів по боротьбі з піратством.
У США деякі суди застосували захист авторських прав США до порнографічних матеріалів. Деякі суди постановили, що захист авторських прав ефективно поширюється на твори, незалежно від того, є вони непристойними чи ні, але не всі суди винесли однакові рішення. Права захисту авторських прав на порнографію в США були знову оскаржені аж у лютому 2012 року.

### Вплив порнографії на технології
Порнографи користуються перевагами кожного технологічного прогресу для виробництва та розповсюдження контенту. Порнографію називають «еротичним двигуном», рушієм розвитку різноманітних технологій, пов’язаних із медіа, від друкарського верстата до фотографії (нерухомої та рухомої) до супутникового телебачення, домашнього відео та потокового медіа. Від менших плівкових камер до відеомагнітофонів та Інтернету, порноіндустрія використовувала нові технології набагато раніше, ніж інші комерційні галузі, це раннє впровадження забезпечило розробникам ранній фінансовий капітал, який допоміг у подальшому розвитку цих технологій.
Одна з провідних антипорнографічних феміністок у світі Гейл Дайнс зазначила, що «попит на порно привів до розвитку основних крос-платформних технологій для стиснення даних, пошуку, передачі та мікроплатежів». Багато технологічних розробок, спричинених порнографією, принесли користь іншим сферам людської діяльності. На початку 2000-х Wicked Pictures наполягали на прийнятті формату файлів MPEG-4, який згодом став найпоширенішим форматом у високошвидкісних Інтернет-з’єднаннях. У 2009 році Pink Visual стала однією з перших компаній, яка ліцензувала та створювала контент за допомогою програмного забезпечення, представленого невеликою компанією з Торонто під назвою «Spatial view», яке пізніше дозволило переглядати на iPhone 3D-контент.
Наприкінці 1970-х порнографічний вміст становив більшість продажів відеоплівок. Порноіндустрія вважається впливовим чинником у вирішенні війн форматів у медіа, включно з VHS проти Betamax (війна форматів відеокасет) та Blu-ray проти HD DVD (війна форматів високої чіткості).
Багато інноваційних процедур обробки даних, розширених платіжних систем, моделей обслуговування клієнтів і методів безпеки, розроблених порнокомпаніями, були перейняті загальними підприємствами. Порнокомпанії послужили основою для великої кількості інновацій у веброзробці. Значна частина ІТ-роботи в порнокомпаніях виконується людьми, яких називають «порновебмайстрами», часто добре оплачуваними в малому бізнесі, вони мають більше свободи тестувати інновації порівняно з іншими ІТ-працівниками у великих організаціях, які, як правило, не схильні до ризику.

#### Секс у віртуальній реальності
Деяка порнографія створюється без участі людей. Ідея комп’ютерної порнографії була задумана дуже рано як одна з очевидних сфер застосування комп’ютерної графіки. До кінця 1990-х порнографія, оброблена цифровим способом, не могла бути економічно ефективна. На початку 2000-х це стало зростаючим сегментом, оскільки програмне забезпечення для моделювання та анімації розвивалося, покращувалися можливості комп’ютерів для відтворення. Подальший розвиток технологій дозволив використовувати все фотореалістичніші 3D-фігури в інтерактивній порнографії. Першим порнографічним фільмом, знятим у 3D, був «3D секс і дзен: Екстремальний екстаз» («3D Sex and Zen: Extreme Ecstasy»), який вийшов 14 квітня 2011 року в Гонконгу.

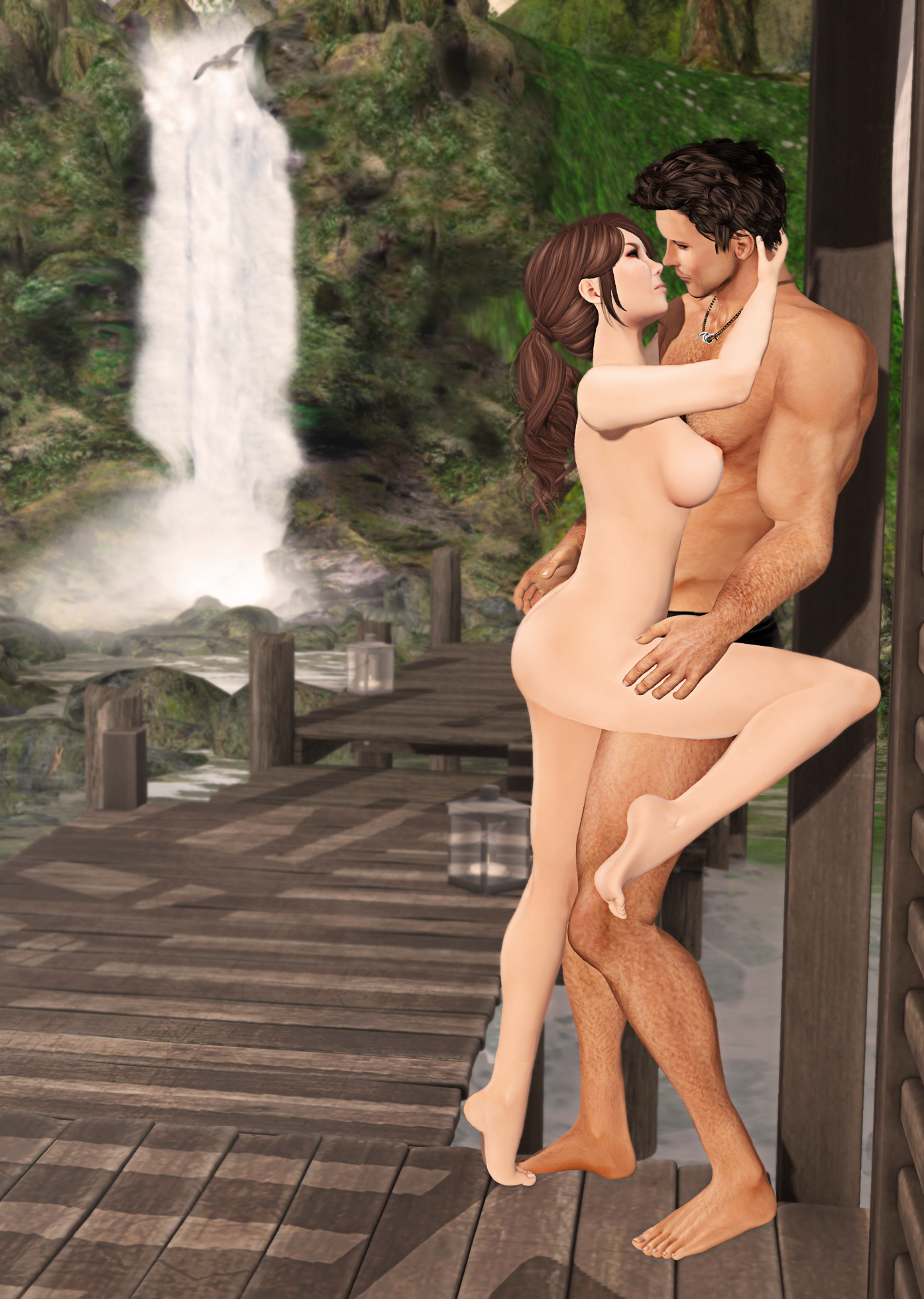
Мультимедійні онлайн-платформи, такі як Second Life, дозволяють створювати аватари та сексуально взаємодіяти у віртуальному світі

Експерти з порноіндустрії прогнозують, що в майбутньому більше людей будуть споживати порно через гарнітури віртуальної реальності, які забезпечать споживачам кращий особистий досвід, ніж вони можуть отримати в реальному світі. Поширені припущення про збільшення присутності секс-роботів у майбутньому порновиробництві.

## Споживання сучасної порнографії
Близько 90% порнографії споживається в Інтернеті, з перевагою контенту, який відповідає сексуальності споживача. Порносайти входять до 50 найбільш відвідуваних веб-сайтів у світі. У 2013 році Huffington Post повідомила, що порносайти зареєстрували більше відвідувачів, ніж Netflix, Amazon і Twitter разом узяті.
XVideos і Pornhub є двома найвідвідуванішими порносайтами в світі. Pornhub повідомив, що за 2016 рік його відвідали близько 23 мільярдів разів, а переглянули загалом 4,599 мільярда годин порновідео онлайн. У 2017 році Pornhub зареєстрував 28,5 мільярда відвідувань, в середньому 81 мільйон на день. Двома найпопулярнішими термінами в усьому світі були «мілф» і «мачуха». Протягом 2019 року Pornhub отримав 42 мільярди відвідувань, в середньому 115 мільйонів на день. Спостерігається поступове зростання рівня споживання в різних вікових групах із збільшенням доступності безкоштовного порно в Інтернеті.
Більшість дорослих споживачів Pornhub, як правило, чоловіки, неодружені, з вищим рівнем освіти. Порнографію споживає частіше молодь, ніж літні люди. Порносайти найчастіше відвідують у робочий час. Відповідно до останнього звіту CNBC, 70% онлайн-порно в США відкривається з 9 до 17 годин. Середнє відвідування порносайту триває 11,6 хвилин. При перегляді порноконтенту чоловіки досягали максимального збудження приблизно через 11 хвилин, а жінки – приблизно через 12 хвилин.
Дослідження 2016 року показало, що приблизно 70% чоловіків і 34% жінок у романтичних стосунках щорічно використовують порнографію. Як шлюб, так і розлучення пов’язані з нижчими ставками підписки на порносайти. Підписка поширеніша в регіонах, які мають вищі показники соціального капіталу. Більшість людей не вважають використання порнографії партнером чи партнеркою зрадою.
Порнографію переглядають з різних причин: від потреби розрядити агресію, збагатити сексуальне збудження, полегшити оргазм, як допоміжний засіб для мастурбації, щоб дізнатися про сексуальні техніки, щоб зменшити стрес, полегшити нудьгу, побачити репрезентацію людей, схожих на себе, дізнатися їхню сексуальну орієнтацію, покращити свої стосунки, тому, що цього хоче партнер, з примусу.  Пропонують чотири широкі мотиви для використання порнографії: «використання для фантазії, звичне використання, управління настроєм і як частина стосунків». Сексуальне збудження та сексуальне посилення, як правило, є основними мотивами, про які користувачі самі повідомляють, споживаючи порнографію. Психологічний стрес призводить до більшого споживання порнографії, яка може надати тимчасове полегшення від стресу чи тривоги. Потреба заспокоїти себе та нудьга також призводить до збільшення споживання порнографії.
Чоловіки споживають порнографію значно частіше за жінок. Британський психолог Олівер Джеймс, відомий роботою про щастя, заявив, що «велика частина чоловіків використовує порно як засіб відволікання або для зменшення стресу... Воно служить антидепресантом для нещасних». Чоловіки частіше використовують порнографію як стимулятор сексуального збудження під час мастурбації, тоді як жінки частіше використовують порнографію як джерело інформації або розваги і разом з партнером для посилення сексуальної стимуляції.
Переважна більшість чоловіків і значна кількість жінок у США використовують порно. Дослідження 2008 року показало, що серед студентів університету від 18 до 26 років, які проживають у США, 67% молодих чоловіків і 49% молодих жінок схвалювали перегляд порнографії. При цьому майже 9 з 10 чоловіків (87%) і лише 31% жінок використовували порнографію. Опитування 2014 року, під час якого американців запитували, коли вони «востаннє навмисно дивилися порнографію», показало, що 46% чоловіків і 16% жінок 18–39 років робили це минулого тижня.
З кінця 1960-х ставлення до порнографії стало позитивнішим у скандинавських країнах, у Швеції та Фінляндії з роками споживання порнографії зросло. Дослідження дорослих у Норвегії, проведене у 2006, показало, що понад 80% респондентів колись у житті користувалися порнографією (чоловіків на 20% більше). У 2012 і 2013 інтерв'ю з великою кількістю австралійців показало, що в минулому році 63% чоловіків і 20% жінок переглядали порнографію. У 2021 році було підраховано, що в сучасних країнах 46–74% чоловіків і 16–41% жінок є регулярними користувачами порнографії. У 2022 році національне опитування в Японії серед чоловіків і жінок від 20 до 69 років показало, що 76% чоловіків і 29% жінок використовували порнографію як частину своєї сексуальної активності. Дослідження 2023 року показало, що в Нідерландах молоді чоловіки, які дивилися порно протягом попередніх 6 місяців, становили від 65% (13–15 років) до 96% (22–24 роки), а серед молодих жінок – між 22% (13 –15 років) до 75% (22–24 роки).
Опитування помітили поступове зростання рівня сприйняття порнографії протягом багатьох років серед широкої американської громадськості.
Жанри, які найчастіше шукали на Pornhub 2019 року: лесбійки, хентай, фальшивий інцест, мілфи, великі сідниці і кремовий пиріг.

## Класифікація порнографії

### Класифікація вмісту для дорослих
Вміст для дорослих зазвичай класифікується як порнографія або еротика. Міркування відмінності між порнографією та еротикою здебільшого суб'єктивні. Порнографічний вміст класифікується як softcore (легке порно) або hardcore (жорстке порно).
- Софткор-порнографія (м'яка, англ. soft-) — порнопродукція без детального зображення геніталій.[94] Порнофільми, як правило, містять більш-менш осмислений сюжет, в якому сексуальна активність грає значну, але не завжди чільну роль. Тому легке порно складно відділити від еротики. Як особливий вид легкого порно виділяються «секс-фільми». Цей вид кінематографу приділяє сексуальним сценам більшу частину картини, проте статевий акт у них симулюється. Представлення збудженого пеніса і відкритої вагіни відсутнє. Еротичне порно було популярне між 1970-ми та 1990-ми.[171]
- Гардкор-порнографія (жорстка, англ. hard-) — Г. Ф. Келлі, фільми, основною відмінністю яких є «тривала демонстрація геніталій і людей, що виконують різні сексуальні дії». Це контент, де представлене фізичне та сексуальне насильство, маргінальні сексуальні практики, як, наприклад, БДСМ.[172] Жорстке порно регулюється більше, ніж легке.[172]

#### Мейнстримна порнографія
Порнопродукція розрахована на споживачів різної сексуальної орієнтації. Проте порнографія з гетеросексуальними актами, створена для гетеросексуальних споживачів, становить основну частину мейнстримного порно, позначаючи індустрію більш-менш як «гетеронормативну». Мейнстримна порнографія залучає порноакторів(-ок), які знімаються для різних порностудій. Мейнстримну порнографію зазвичай класифікують як художню (постановочну) або гонзо-порнографію.
- Постановочна (художня) порнографія має сюжетні лінії, характери дійових осіб, діалоги за сценарієм, елегантні костюми, детальні декорації та саундтреки, які роблять постановки схожими на голлівудські фільми, але включають зображення явного сексуального акту.[173] Вони містять як оригінальні оповіді, так і пародії на непорнографічні художні фільми, телешоу, знаменитостей, відеоігри чи літературні твори.[175]
- Гонзо-порнографія вводить глядача в сцену, коли порноактор знімає себе під час сексу, крупними планами, спілкуванням з аудиторією, передбачає аспекти «руйнування четвертої стіни».[176] Стиль гонзо по-різному входить у створення всіх типів і жанрів порноконтенту.[175] Гонзо не пов’язані з дорогим виробництвом.[177] З середини 2010-х близько 95% порно продукції є гонзо.[116]

#### Інді-порнографія
Порнографічна продукція, яка не залежить від основних порностудій, класифікується як інді (незалежна) порнографія. Ці вироби орієнтовані на специфічнішу аудиторію та містять розмаїтіші сценарії й сексуальні дії порівняно з мейстримним порно, сфокусованим на генітальному сексі. Сюжет обмежується короткими вступами перед сценами сексу або відсутній взагалі. Досить часто показується еякуляція (або її імітація). Виконавці інді-порно включають реальні пари та звичайних людей, які іноді знімаються з іншими виконавцями. Окрім створення порноконтенту, виконавці самостійно виконують обробку, наприклад, відеозйомку, монтаж, веб-розробку та розповсюджують під власним брендом. Такі платні сайти, як Clips4Sale.com, MakeLoveNotPorn.tv і PinkLabel.tv, забезпечують платформу для веб-вмісту незалежних порнографів.

### Жанри
Порнографія охоплює широкий спектр жанрів, що забезпечує величезний діапазон споживачів. Зазвичай на обкладинках кожного порновідео зазначено жанру. Залежно від цільової установки приводять різні класифікації типів порнографічних матеріалів
За типом сексуальної активності: традиційний, тріолізм, кремовий пиріг, еякуляція, анальний, подвійне проникнення, фістинг, БДСМ.
За статтю та сексуальною орієнтацією: гетеро, гей-порно, лесбійське, бісексуальне, квір-порно, транссексуальне.
За віком:
- Дитяча порнографія — за участю неповнолітніх (нелегальне). 
  - Хентай — мальоване порно у стилі японського порнографічного малюнка і відео за участю дітей (поширене і дозволене в Японії, в Україні незаконне як дитяча порнографія)
- Підліткова порнографія (англ. Teen) — порноактори від 18 до 20 років.
- MILF (англ. mature) — порноакторки від 40 до 60 років з молодими чоловіками.
- Доросла порнографія[181].

За расою задіяних осіб: азійське, порно з темношкірими (англ. Ebony), міжрасове (англ. Interracial), європейське, латинос, індійське. Серед інших: мормони, зомбі.
За особливостями тіла: великі красиві жінки (англ. Big Beautiful Women, BBW), великі груди (імплантати і природні), великий пеніс, великі сідниці (англ. Big butt), волохаті (англ. Hairy), з татуюваннями, за кольором волосся, порно з інвалідністю, чудернацьке порно, модифікація тіла.
За цінностями: жіноче порно, феміністичне порно.
За форматом в епоху Інтернет:
- ASCII — текстовий формат, існував до появи растрової графіки.
- GIF — растровий формат, може підтримувати анімацію.
- JPEG, PNG — растровий формат, фотореалістичні зображення.
- AVI, MOV, MPEG 4 — формати потокового відео.

| Порнографія за жанром |
| --- |
| - Amateur — початківці, непрофесійні моделі - Anal — анальний секс - Asian — азійці - Ass-Butts — великі сідниці - БДСМ — бондаж, домінування, садизм і мазохізм - Зоофілія — секс з тваринами (нелегальне) - Big tits — жінки з великими грудьми - Bisexuality — бісексуальне - Bizarre — збочення (shiting, caprofagy, zoo) - Black (Ebony) — з людьми негроїдної раси - Blondes — блондинки - Blowjob — мінет - Bondage — японське мистецтво художнього зв'язування, різновид садомазохізму - Bukkake — групова еякуляція на обличчя і в рот - Cartoon — мультиплікаційні герої, що займаються сексом - Celebs (Celebrities) — знаменитості - Classical Sex — класичний секс - Creampie — еякуляція у вагіну - Cum shots — еякуляція на партнера(-ку) - DVD video — відеоматеріали в DVD якості - Facial — еякуляція на обличчя - Fetish — фетиш - Fisting — фістинг (вагінальний та анальний) - Gang Bang — групове зґвалтування - Gay — секс між чоловіками - Glamour — високохудожнє та високопрофесійне знімання - Gonzo — гонзо-порнографія - Group sex — груповий секс - Hairy — жінки з лобковим волоссям і неголеними пахвами - Hardcore — жорстке порно - HD video — відео в форматі HD з високою роздільною здатністю - Hentai — стиль японського порнографічного малюнка і відео - Hidden Camera — «прихована» камера - Home video — домашнє відео - Incest — секс між близькими родичами - Interracial — секс між представниками різних рас - Latin — порно з Латинської Америки, іспано- та італійсько-мовних країн - Lesbians — лесбійський секс - Masturbation — мастурбація - Mature — жінки середніх років - Midgets — карлики - MILF — жінки 35-45 років - Nudism — нудизм або FKK («Freie Korperkultur», «культура вільного тіла») - Oral — оральний секс: феляція (blow job), кунілінгус, анілінгус - Pissing — сечовипускання - Porn Stars — порнозірки - POV — зйомка, коли видно лише частини тіла чоловіка, а жінку видно повністю - Pregnant — порно з вагітними жінками - Public Nudity — повне або часткове оголення в публічних місцях - Rape — порно зі зґвалтуванням - Real Female Orgasms — реальні жіночі оргазми - Red Heads — рудоволосі - Retro — ретро порнографія - Russian Sex — секс між російськомовними людьми - Sex Show — сексуальне шоу, без проникнень - Sex Toys — секс-іграшки (штучні члени, вібратори etc) - Softcore — секс із відсутністю відвертих сцен - Squirt — сцени з «жіночою еякуляцією» - Swingers — обмін партнерами між подружніми парами - Teens — молодь, підлітки - Transsexuals — транссексуали - Twins — близнята, різновид інцесту - Uniforms — уніформа (медична, військова, спортивна) - Wifes — любительська порнографія за участю одружених жінок |

## Культурні інтерпретації
Загальна психологія здебільшого займається вивченням впливу порнографії, тоді як критична та прикладна психологія більш тонко та академічно вивчають порнографію. Проблемне використання порнографії оцінюється в клінічній психології, патопсихології та психіатрії.

### Релігія

Богиня Калі в союзі з Шивою, разом вони представляють недиференційований Абсолют, вічне я (Атман). Картина ХІХ століття, яка зберігається в Музеї мистецтв Клівленда, США

Оскільки більшість релігій давно й рішуче виступає проти сексуальності загалом, релігійні люди схильні відчувати сильні страждання від використання порнографії, сексуальний сором і негативну оцінку власної сексуальності.

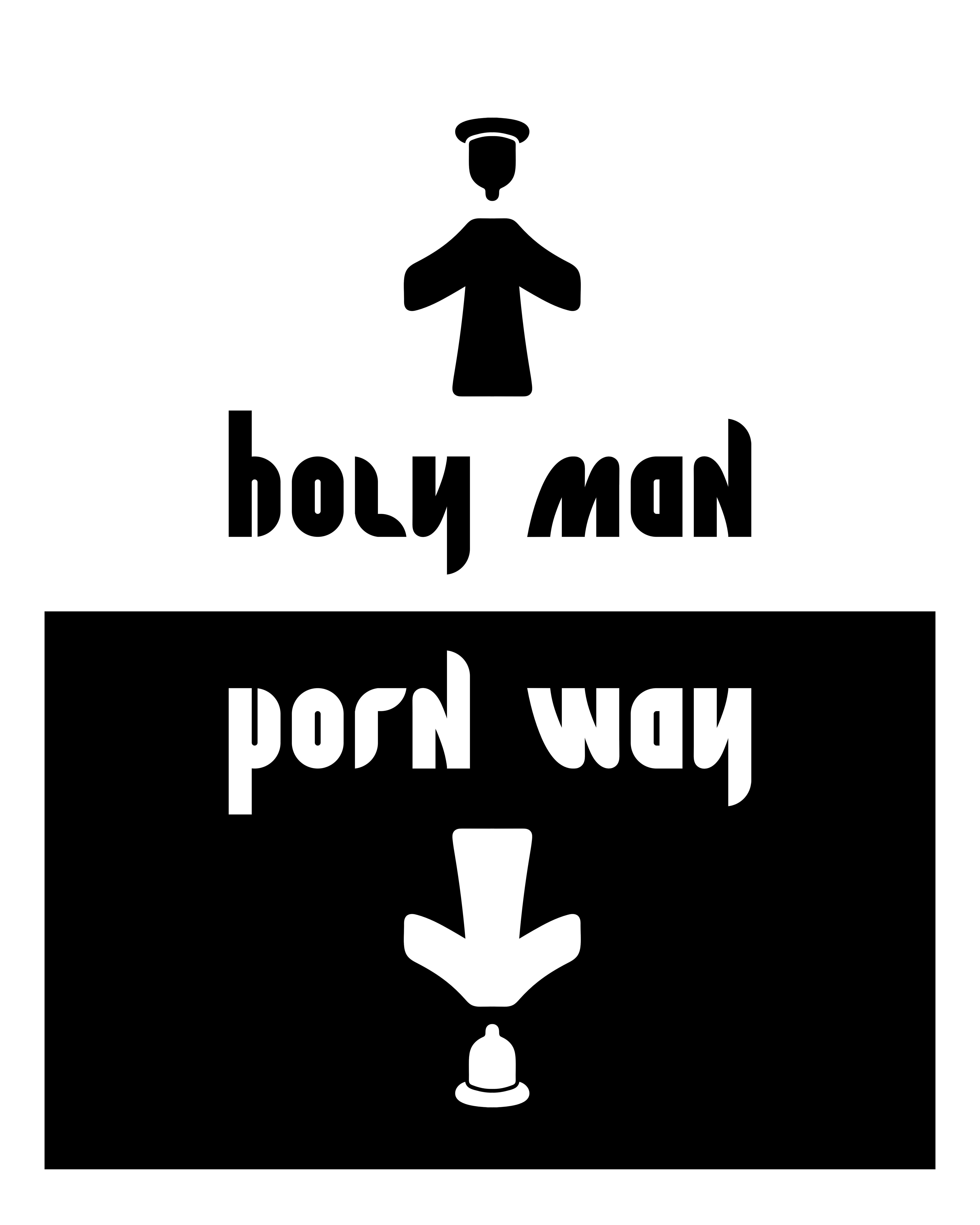
Амбіграма святої людини / порношлях. Дзеркальна симетрія (горизонтальна вісь). Малюнок догори зображає чоловіка з розкритими обіймами, у тюрбані та джеллабі, і стороною донизу з зображенням стрілки, що вказує на презерватив

Причина сорому сексуальності простежується до біблійного тлумачення наготи як ганебного. Велика частина християнської міфології представляла сексуальність як перешкоду, яку необхідно подолати на шляху до спасіння. Основні авраамічні релігії засуджують і вважають неприйнятними всі форми позашлюбного та нерепродуктивного сексуального задоволення. В індуїзмі бхога (сексуальне задоволення) вшановується як цінність сама по собі і вважається одним із двох шляхів до нірвани, а інший є більш вимогливою йогою. Центральна концепція індуїзму, пурушартха, виступає за досягнення чотирьох основних цілей щастя: дхарма (чеснота), артха (багатство), кама (задоволення) і мокша (духовне знання). Прагнення до Ками було детально описано мудрецем Ватсьяяною в його трактаті «Камасутра», де стверджується, що сексуальне задоволення та їжа необхідні для благополуччя тіла, і що на них обох засновані чеснота та процвітання. Їжа, попри те, що інколи викликає розлад шлунка, все одно буде споживатися регулярно, тому це має бути із задоволенням, до якого слід прагнути з обережністю, уникаючи небажаних або шкідливих наслідків. Оскільки ніхто не утримується від приготування їжі, турбуючись про жебраків, які просять про це, або не утримується від посіву пшениці, боячись тварин, які знищують урожай, так само стверджує Ватсьяяна, потрібно прагнути до ками, навіть якщо існують небезпеки; і ті, хто досягнув Дхарми, Артхи та Ками, досягнуть найвищого щастя в цьому світі і в майбутньому.
Ранні буддійські тексти критикували жінок як згубних істот. Сам Будда часто говорив, що жіноче тіло — це «посудина нечистоти, повна смердючого бруду. Воно подібне до гнилої ями... як унітаз із дев’ятьма отворами, з яких ллється всілякий бруд». Одного разу, коли йому стало відомо, що чернець Суддіна порушив целібат зі своєю дружиною заради потомства, Будда дорікнув йому, кажучи: «Було б краще для тебе, дурний чоловіче, щоб твій чоловічий орган увійшов до пащі страшної й отруйної змії, ніж увійде він у жінку». За словами Будди, усі сексуальні бажання несумісні з просвітленням. У буддизмі людей, які навіть отримують задоволення від спостереження за іншими, що займаються сексом, відносили до пандаків (бездушних). Будда сказав, що сексуальність — це кайдани, яких слід повністю позбутися, а чоловіки, які займаються нею, є «нечистими» і не звільняться від «старості». Після того, як Будда помер у старості, наступні покоління буддистів вирішували своє проблематичне ставлення до сексу, пристосовуючись до різних поглядів.
Школи релігійної думки, такі як Кундаліні-йога і Тантра, які передбачають використання сексуальної енергії з метою самореалізації, були розроблені в Індії. Концепція статі протягом тривалого часу вивчалася в індуїзмі, де було зроблено висновок, що людська душа (Атман), еманація недиференційованого Абсолюту, духовно андрогінна, з чоловічим і жіночим принципами, які доповнюють одне одного, а ідентичність більше залежить від психології, ніж від біології. Чоловічий і жіночий принципи душі були ідентифіковані божествами Шива і Шакті, які створюють різні полярності в тонкому тілі людини, встановлюючи зв’язок між ними, як у випадку електричного кола між двома полярностями для потік сили, у власному тілі — за допомогою сексуальної стимуляції — через «еротичну візуалізацію» або «ритуальне злягання», душа «позбавляється» від своєї матеріальної ідентичності та перебудовується в «біполярну істоту», яка потім представляє одиницю мікрокосм, духовний стан якого відображає недиференційований Абсолютний макрокосм; таким чином індивід досягає блаженства та звільнення в єдиному єднанні з Абсолютом. Тантрична ідея досягнення єдності жіночого та чоловічого принципів із «божественним жіночим» («об’єднана божественна свідомість») аналогічна ідеї аналітичної психології «coincidentia oppositorum», в якій Аніма/анімус об’єднується з «духом», щоб стати єдиним цілим.
В індуїстській тантричній точці зору жінки, які беруть участь у союзних ритуалах, що дозволяє чоловікам досягти самореалізації, вважаються шакті або богинею, оскільки вони, як вважається, її втілюють. Визнання божества в об’єктивній жінці зосереджено на прийнятті чоловіком суб’єктивного жіночого начала та переваги її бажань над його бажаннями. Трікаріко стверджував, що сучасна порнографія є, по суті, «десакралізованим, технологічним і споживацьким» еквівалентом стародавньої священної проституції  –  звичаю, який передбачав шанування священного жіночого начала та поклоніння повіям як богиням. Оскільки вважається, що жіноче начало втілює особливі якості священного чи божественного ширше й глибше, передбачається, що здатність рухатися до недиференційованого стану свідомості є вищою у жінок. Трікаріко стверджував, що жінки в порнографії через виконання багатьох статевих актів наближаються до недиференційованого стану. Ефект, який він назвав «натяком на ієрофанію». «Порноакторки можуть втілити середовище, щоб увійти в те, що раніше було царством сакрального». Їх порівнювали з «нащадками втрачених богинь», які тепер пропонують дар «нумінозного» всім через свої виступи, але їх внесок не визнають або знецінюють.
Високорелігійні люди більш схильні підтримувати політику проти порнографії, наприклад цензуру, ніж менш релігійні. При цьому регіони з високорелігійними та консервативними людьми шукають більше порнографії в Інтернеті. Релігійні люди схильні до нав’язливих думок про гріх і Боже покарання за використання порнографії, що викликає у них сором, і вони вважають себе залежними від порнографії, а також страждають від симптомів, пов’язаних з ОКР.

### Філософія
Порнографія захоплює людей «на рівні не тільки мастурбації». Філософи-естетики сперечалися, чи можна вважати порнографічні зображення вираженням мистецтва. Порнографія ототожнюється з журналістикою, оскільки обидві пропонують погляд на невідоме або приховані сторони людей. Французький філософ Мішель Фуко зауважив, що «саме в порнографії ми знаходимо інформацію про приховане, заборонене та табуйоване». Лінда Вільямс, Дженніфер Неш і Тім Дін вважають, що порнографія «є формою мислення», що складається з ідей, які набагато більше відображають сексуальність і ґендер, ніж те, що мають на меті творці або споживачі порнографії.

### Психоаналіз
В аналітичній психології людські сексуальні інстинкти та релігійно-духовні інстинкти вважаються тісно пов’язаними одне з одним, і обидва мають спільну мету, якою, як визнавав Карл Юнг, є прагнення психіки до «цілісності». Психіку людини розуміють як диференційовану, оскільки вона складається з психологічних рис жіночої та чоловічої природи. За Юнгом, ця диференціація на дозволила сформувати протилежні полярності, що зробило «можливою свідомість». За словами психолога Джорджіо Трікаріко, у міру того, як людина проходить через різноманітний життєвий досвід, її психіка наближається до цілісності або стану «недиференційованого», психологічного царства неіндивідуалізованої єдиної свідомості, яка вважається приналежною до священного чи божественного. З індуїстської космологічної точки зору природа складається з двох співіснуючих генеративних сил: жіночої та чоловічої. Богиня або Шакті (жіноче начало, дух) є «чистою свідомістю», що лежить в основі всього існування. Шакті, обійнята Богом Шивою (чоловічий принцип, матерія), обидва разом у стані «вічного союзу», невіддільні один від одного, представляють недвоїстий «Абсолют».
Зигмунд Фрейд назвав жіночу Шакті «лібідо, яке неможливо просто придушити». Самореалізація або усвідомлення «глибокої» жіночності передбачає роботу з потужною сексуальною енергією.
Використання таких епітетів, як «сука», «повія», «курва» щодо сексуально активних жінок пояснюється запереченням суб’єктності жінок чоловіками. Пригнічення жіночої сексуальності як самостійної цінності проявляється, коли захоплення чоловіка «стервою» припиняється, якщо вона є його дружиною чи дівчиною. Поряд із демонстрацією «захоплення, хтивості, вдячності та бажання», чоловіки виявляють нахабну ненависть і відразу до жінок, цю поведінкову дихотомію приписували «патріархальному лицемірству», закладеному в чоловіках. Несвідоме уявлення чоловіків про більшу здатність жінок досягти недиференційованого стану психіки вважається причиною їхнього навмисного приниження, свідомого знецінення та приниження жінок.
За словами психоаналітикині Юлії Кристевої, психологічне неприйняття та страх матері є основною причиною поведінки, чоловіків спрямованої на підкорення жінок. Чоловіки в дитинстві живуть у стані «недиференційованого фізичного та психічного злиття» з матір’ю, переживаючи «емоційне піднесення та насолоду». Проте, коли вони дорослішають, відчуваючи відокремленість від матері, вони прагнуть стати незалежними суб’єктами та вдаються до батьківських образів і патріархальної поведінки з надією усунути будь-яке можливе подальше «недиференційоване / психотичне злиття» з матір’ю, оскільки відчувають загрозу з її боку. За словами психоаналітикині Мелані Кляйн, неприйняття і страх материнського образу у жінок спонукає їх відкидати власну жіночність. Трікаріко сподівався, що порнографія стане місцем, де чоловіки відкидають патріархальні витівки, жінки сприймають священні аспекти, а глядачі сприймають радісний досвід для тіла –  форму гри, яка допомагає їм наблизитися до недиференційованого стану.

### Фемінізм
Феміністські рухи кінця 1970-х і 1980-х торкалися порнографії та сексуальності в дебатах, які називаються «сексуальними війнами». Класичні феміністські рухи прагнуть скасувати порнографію, вважаючи її шкідливою, пост-феміністські групи виступають проти цензури. Феміністська критика порнографії зосереджується на двох проблемах: що порнографія пропагує насильство та агресію проти жінок і що порнографія об’єктивує жінок.

#### Антипорнографічний фемінізм
Видатні антипорнографічні радикальні феміністки, такі як Андреа Дворкін і Кетрін Маккіннон, доводять, що будь-яка порнографія є принизливою для жінок і сприяє насильству проти жінок – як у її виробництві, так і в її споживанні. Виробництво порнографії передбачає фізичний, психологічний чи економічний примус до жінок, які в ньому беруть участь. Порнографія еротизує домінування, приниження та примус жінок, водночас зміцнюючи сексуальні та культурні погляди, які сприяють зґвалтуванням і сексуальним домаганням.
Інші феміністки підкреслюють, що порнографія спотворює та девальвує згоду на секс, що зміцнює і поширює міфи про зґвалтування: ніби жінки доступні й бажають сексу в будь-який час — з будь-яким чоловіком — на чоловічих умовах — і завжди позитивно реагують на чоловічу активність.

#### Феміністична порнографія
Інші феміністки (Бетті Фрідан, Кейт Міллет) підтримали порнографію. Секс-позитивні феміністки, такі як Сьюзі Брайт, Ніна Гартлі та Кандіда Рояль, наполягали на праві жінок споживати та створювати порно.
Лесбійський феміністичний рух 1980-х вважається переломним для жінок у порноіндустрії. Це дозволило жінкам більше орієнтувати порно на жінок, оскільки вони знали, чого хочуть жінки, як з точки зору акторок, так і з точки зору жіночої аудиторії. Цей рух також спровокував створення лесбійського порно для лесбійок замість чоловіків як цільової аудиторії. Цю зміну вважали позитивною, оскільки довгий час порноіндустрією керували чоловіки для чоловіків.
Крім того, поява відеомагнітофона, домашнього відео та доступних відеокамер дозволила створити феміністичну порнографію. Порнорежисерки-феміністки зацікавлені в складніших репрезентаціях чоловіків і жінок, а також у створенні образів, що транслюють сексуальну силу жінок, показують різні види тіл.
Жінки частіше дивляться порнофільми, які є «жіночо-центрованими» та містять такі дії, як кунілінгус. Коли чоловіки проводять більше часу, виконуючи кунілінгус, у них виділяється більший об’єм еякуляту, що збільшує збудження. Вважається, що причиною є вплив під час кунілінгусу вагінального секрету «копулінів». Порно, орієнтоване на жінок, здебільшого створюють жінки, у ньому секс ініціює жінка. Порно для жінок ідентифікується за такими факторами, як більша увага до «чуттєвого оточення» та «м’якої фокусної роботи», а не до явного зображення сексуальної активності, що робить продукцію більш теплою та гуманною порівняно з традиційним порно для гетеросексуальних чоловіків.
Порноіндустрія є однією з небагатьох галузей, де жінки заробляють більше. Порноакторки можуть обирати, з якими акторами-чоловіками зніматися, а з ким ні. Середня порноакторка заробляє на 50-100% більше, ніж порноактор.

## Проблемні аспекти порнографії
Дослідження шкідливого впливу порнографії на її споживачів виявляють її вплив на зґвалтування, домашнє насильство, насильство проти жінок, сексуальне насильство над дітьми, дисморфофобія та харчові розлади, сексуальні розлади, залежність від порнографії, труднощі в сексуальних стосунках, зниження якості шлюбу, сексуалізація, сексуальна об'єктивація, порніфікація культури, девальвація сексуальності.

### Дитяча порнографія
Педофілія (дитяча порнографія) — зображення сексу з людьми, які не досягли повноліття, в тому числі з дітьми (кримінальна відповідальність за створення, ввезення, зберігання, збут, розповсюдження, зокрема шляхом надання вільного доступу — ст. 301 Кримінального кодексу України). Дитяча порнографія законодавчо заборонена в абсолютній більшості країн світу і переслідується, в тому числі Інтерполом.

### ІПСШ у порноіндустрії
Виконавці на порностудіях кожні 2 тижні проходять тестування на інфекції, що передаються статевим шляхом (ІПСШ): ВІЛ, трихомоніаз, хламідіоз, гонорею, сифіліс і гепатит B і C перед появою на знімальному майданчику, а перед початком зйомки перевіряються на виразки у роті, руках і геніталіях. Порноіндустрія вважає цей метод життєздатною практикою безпечного сексу. Однак дослідження свідчать, що у дорослих кіноакторів високий рівень інфікування хламідіозом та / або гонореєю і багато з цих випадків можуть бути пропущені скринінгом, оскільки ці бактерії можуть колонізувати на тілі багато місць.

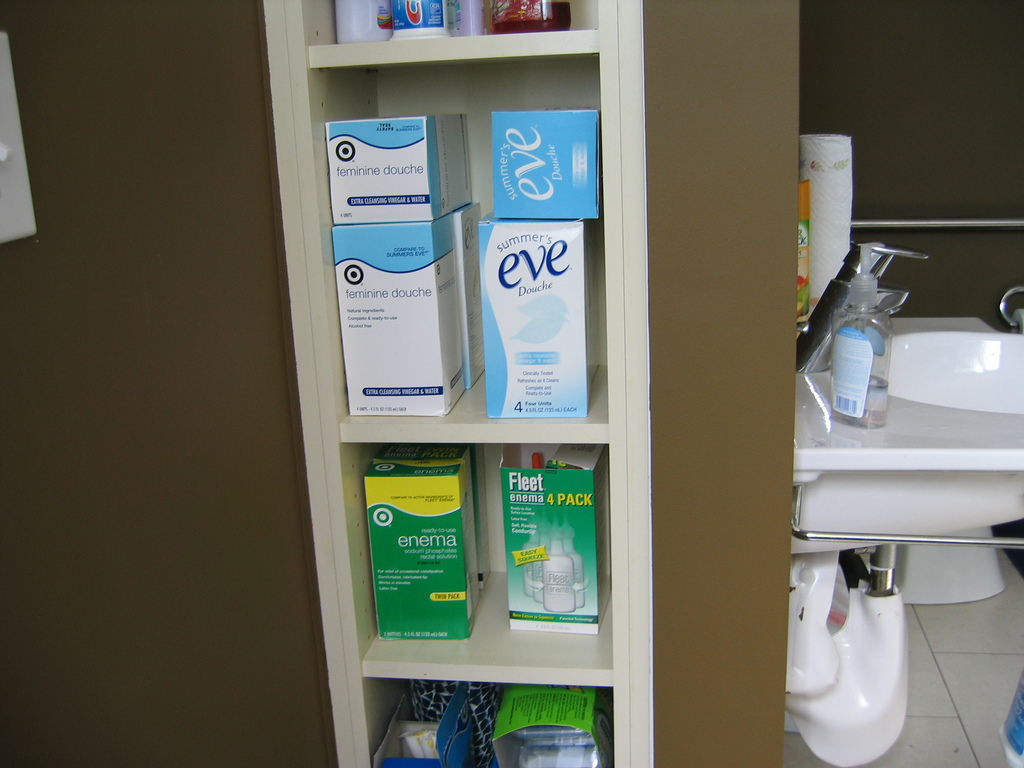
Засоби гігієни на зйомках порнофільму в долині Сан-Фернандо в Лос-Анджелесі

У перші роки порностудії оцінювали придатність виконавців за результатами аналізів крові та сечі. За дослідженням 2019 Американського коледжу лікарів невідкладної допомоги, тести мазків дають краще розуміння, ніж зразки сечі, для виявлення бактеріальних ІПСШ, таких як хламідіоз і гонорея. Порноактори, такі як Чері Девіль, наголошували на тестах мазків для безпечного сексу.
Аллан Рональд, канадський лікар і фахівець з ВІЛ/СНІДу, який провів новаторські дослідження передачі ІПСШ серед повій в Африці, сказав, що щодо ефективності регулярного тестування немає сумнівів, але «він дає неправильну інформацію — що ви можете мати кількох сексуальних партнерів без презервативів».
При цьому деякі порноактори, як-от Ніна Гартлі, виступають проти обов'язкових презервативів у порнофільмах (Захід B), оскільки при багатогодинних зйомках вони спричиняють біль, опіки від тертя, мікророзриви, набряки, дріжджові інфекції.

### Порнопомста, доксинг, діпфейки
Порнографія може порушувати основні права людини, особливо якщо згода на секс не була отримана. Порнопомста — це оприлюднення (зазвичай в інтернеті) незадоволеними партнерами зображень або відеозаписів сексуальних дій інших людей без дозволу чи згоди залучених. У багатьох країнах висувається вимога визнати таку діяльність спеціально незаконною, що тягне за собою суворіше покарання, ніж просте порушення приватного життя, прав на зображення чи розповсюдження матеріалів. Деякі юрисдикції ввели спеціальні закони проти порнопомсти. Доксинг та порнопомста здійснюються переважно через порносайти. З середини 2010-х стала проблемою фейкова порнографія.

### Вплив порнографії на сексуальне здоров'я підлітків
Неврологічно розум молодих людей перебуває на стадії розвитку і вплив емоційно насиченого матеріалу, такого як порнографія, впливає на них значніше, на відміну від дорослих.
За даними психіатрії, порнографія шкодить сексуальному здоров'ю підлітків:
- гіперболізована сексуальна розкутість, яка транслюється через порно, призводить до того, що підлітки сприймають дошлюбний та випадковий секс за норму, раніше вступають у сексуальні стосунки, вважають, що жінки є сексуальними об'єктами.
- залежність від порнографії, яка виникає через перегляд порнофільмів та вироблення в дофаміну, нерозуміння підлітком дорослих стосунків призводить до подальших нав'язливо-компульсивних думок з сексуальним підтекстом, порушення сну та труднощів у встановленні особистих стосунків з іншими людьми.
- нереальні очікування від сексуального життя, які за уявленнями, що транслюються в порно, є центром стосунків, де партнери отримують гіпертрофоване задоволення від статевого акту.
- неадекватне сприйняття власного тіла через незадоволеність його параметрами, що не збігаються з ідеальною картинкою з екрану.
- агресія та насильство проти жінок, які транслюються через порно, сприймаються підлітками безумовно та без критичного мислення, що призводить їх до ідеї про те, що секс і сексуальне насильство ідентичні.
- регулярний перегляд порно може травмувати психіку підлітка через те, що в порно зображують механічні дії сексуального характеру, проте не показують закоханості, поваги, сенсу стосунків та інші аспекти в здорових партнерських стосунках, які ґрунтуються на взаємних почуттях.[252][253][254]

### Псевдосексуальна освіта
Порнографія значною мірою впливає на уявлення людей про секс у епоху цифрових технологій.
Люди, які мали брак сексуальної освіти та / або сприймають порнографію як джерело інформації про секс, менш схильні використовувати презервативи у власному сексі, що робить їх вразливішими до ІПСШ.
Жінки, які часто споживають порнографію, частіше виконують феляцію порівняно з жінками, які не переглядають порнографію. Як студенти, так і студентки, які насолоджувалися досвідом анального сексу у своєму житті, часто споживають порнографію.

### Порнозалежність
Огляди літератури свідчать, що використання порнографії може викликати залежність від неї. Вона виникає через перегляд порнофільмів та вироблення в дофаміну і призводить до нав'язливо-компульсивних думок з сексуальним підтекстом, порушення сну та труднощів у встановленні особистих стосунків з іншими людьми.

### Порніфікація стандартів краси
У той час як чоловіки засвідчують позитивний ефект від перегляду порнографії, жінки стикаються з проблемами образу тіла, причиною яких є нереалістичні стандарти краси, які пропагує порноіндустрія. Дедалі більшу поширеність процедур краси, таких як пластична хірургія, зокрема, збільшення грудей, лабіопластика, збільшення губ, відбілювання геніталій та ануса, викликала популярність доступної масової порнографії.

### Гендерований расизм у порнографії
Антипорнографічний фемінізм стверджує, що естетика порнографії расистськи дегуманізує темношкірих жінок. Гендерні дослідниці Мірей Міллер-Янг і Дженніфер Крістін Неш у працях про взаємозв’язок раси та порно зазначили, що чорношкірих людей зображують гіперсексуальними, а темношкірих жінок — більш об’єктивованими. Також білі жінки історично заробляли на 75% більше за порносцену, а іноді й досі заробляють на 50% більше порівняно з темношкірими порноакторками. Дослідження 2019 відео Pornhub, завантажених між 2000 і 2016, відзначило, що: 55 % чоловіків-виконавців були білими, решта були небілими. Серед жінок-виконавиць лише біля 37 % були білими, 28 % чорношкірими, 17 % азійками, 16 % латиноамериканками, 2 % — іншими. Коли дані порівняли з демографічними показниками США за 2018 рік, білих жінок було виявлено недостатньо, а азійських і темношкірих – надмірно. Численні аналізи порнографічних відеозаписів показали, що жінки переважно зазнавали агресії з боку чоловіків-виконавців. Чорношкірі жінки були об’єктами агресії та стикалися з більшим насильством з боку чорношкірих і білих чоловіків, ніж білі жінки. Хоча чорношкірі чоловіки практикували менше інтимних стосунків, ніж білі, білі жінки частіше зазнавали насильства під час сексуальних стосунків з білими чоловіками, ніж з чорношкірими. Азійські жінки виявилися менш об'єктивованими, але вони мали меншу свободу дій у сексуальних стосунках.

### Гендерна нерівність
Дані з порносайтів вивчаються для аналізу сексуальних уподобань і вибору шлюбу. Порнографія, експлуатуючи гендерні стереотипи та ролі, сприяє їх закріпленню в суспільстві. Чоловіки частіше шукають для стосунків жінок з більшими грудьми та стегнами, з меншим співвідношенням талії та стегон. Жінки віддають перевагу чоловікам, які є вищими, сильнішими, виглядають маскулінними та займають ролі, які можуть забезпечити ресурси, водночас захищаючи (генеральний директор, лікар, спортсмен, юрист).

## Антипорнографічні рухи
У 2006 році, коли в Індонезії, найбільш населеній країні з мусульманським населенням, спалахнули протести проти порнографії через публікацію першого індонезійського видання Playboy – Абдулла закликав прийняти законодавство про заборону порнографії. Під час протестів ісламська газета Індонезії Republika публікувала щоденні редакційні статті на першій сторінці, в яких містився логотип зі словом pornografi, перекресленим червоним X. Офіс індонезійського Playboy у Джакарті був розграбований членами Ісламського фронту захисників (Front Pembela). Islam або FPI), а власникам книгарень погрожували не продавати жодного випуску журналу. У грудні 2008 року індонезійські законодавці підписали законопроєкт про боротьбу з порнографією, отримавши переважну політичну підтримку.

## Законодавче регулювання
Правовий статус порнографії значно різниться між каріїнами. Нелегальна порнографія законодавчо заборонена в абсолютній більшості країн світу і переслідується, в тому числі Інтерполом. Вона включає дитячу порнографію, зоофільську та некрофільську порнографію. Дитяча порнографія є незаконною майже в усіх країнах. Розповсюдження порнографії серед неповнолітніх, як правило, є незаконним. Існують різні заходи щодо обмеження доступу неповнолітніх до порнографії, включаючи протоколи для порномагазинів. Деякі країни мають обмеження на порнографію зі зґвалтуванням та зоофільську порнографію. Деякі країни спеціальні закони проти порнопомсти. Регулювання жорсткої порнографії поширеніше, ніж легкої. Попри все це, ідея порнографії як загрози громадському здоров'ю не підтримується жодною міжнародною організацією охорони здоров'я.

Світова карта законів про порнографію (18+)
Порнографія легальна
Порнографія легальна, але з деякими обмеженнями
Порнографія заборонена законом
Дані відсутні

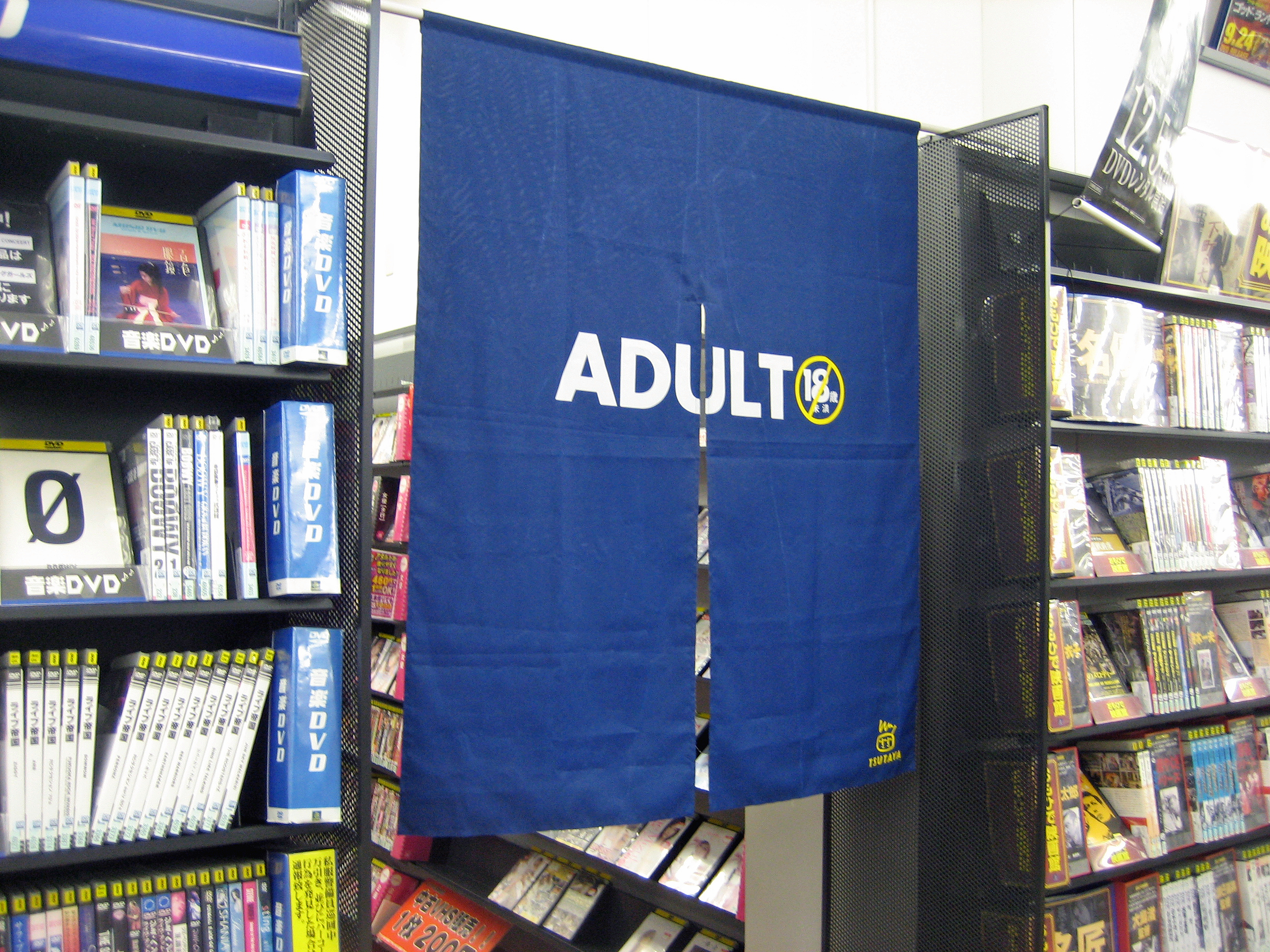
Вхід до порномагазинів зазвичай дозволений лише повнолітнім

Порнографія в США законна за умови, що вона не зображує неповнолітніх і не є непристойною. Стандарти спільноти, як зазначено в рішенні Верховного суду у справі Міллер проти Каліфорнії 1973 року, визначають, що вважається «непристойним». Суди США не мають юрисдикції щодо вмісту, створеного в інших країнах, але кожен, хто розповсюджує його в США, підлягає судовому переслідуванню за тими ж стандартами спільноти.
У США особа, яка отримує небажану комерційну пошту, яку вона вважає порнографічною (або образливою), може отримати заборонний наказ. Багато вебсайтів вимагають, щоб користувач повідомляв вебсайту, що йому виповнився певний вік, і ніякої іншої перевірки віку не потрібно. Загалом 16 штатів і Республіканська партія прийняли резолюції, які оголошують порнографію загрозою громадському здоров’ю.
У США в липні 2014 року в кримінальній справі штату Массачусетс  — Співдружність проти Рекса, 469 Массачусетса 36 (2014) було ухвалено юридичне визначення щодо того, що не слід вважати порнографією, а в цій конкретній справі «дитячою порнографією». Було встановлено, що фотографії оголених дітей, отримані з таких джерел, як журнал National Geographic, підручник із соціології та нудистський каталог, в Массачусетсі не вважаються порнографією, навіть якщо вони знаходяться у засудженого та (на той час) ув’язненого сексуального злочинця.
Правила порноіндустрії у Каліфорнії вимагають, щоб усі порноактори використовували презервативи, однак використання презервативів у порнографії зустрічається рідко. Оскільки порнографія без презервативів прибутковіша, багато порностудій знімають в інших штатах. Twitter — платформа соціальних медіа, яку використовують виконавці порноіндустрії, оскільки вона не піддає цензурі контент, на відміну від Instagram і Facebook.
Порнографія в Канаді, як і в США, криміналізує «виробництво, розповсюдження або володіння» непристойними матеріалами. У канадському контексті непристойність визначається як «неправомірна сексуальна експлуатація» за умови, що вона пов’язана із зображеннями «злочину, жаху, жорстокості чи насильства». Щодо того, що вважати «неправомірним», вирішують суди, які оцінюють стандарти спільноти, вирішуючи, чи може вплив на даний матеріал призвести до будь-якої шкоди, причому шкода визначається як «схильність людей до антисоціальних дій».

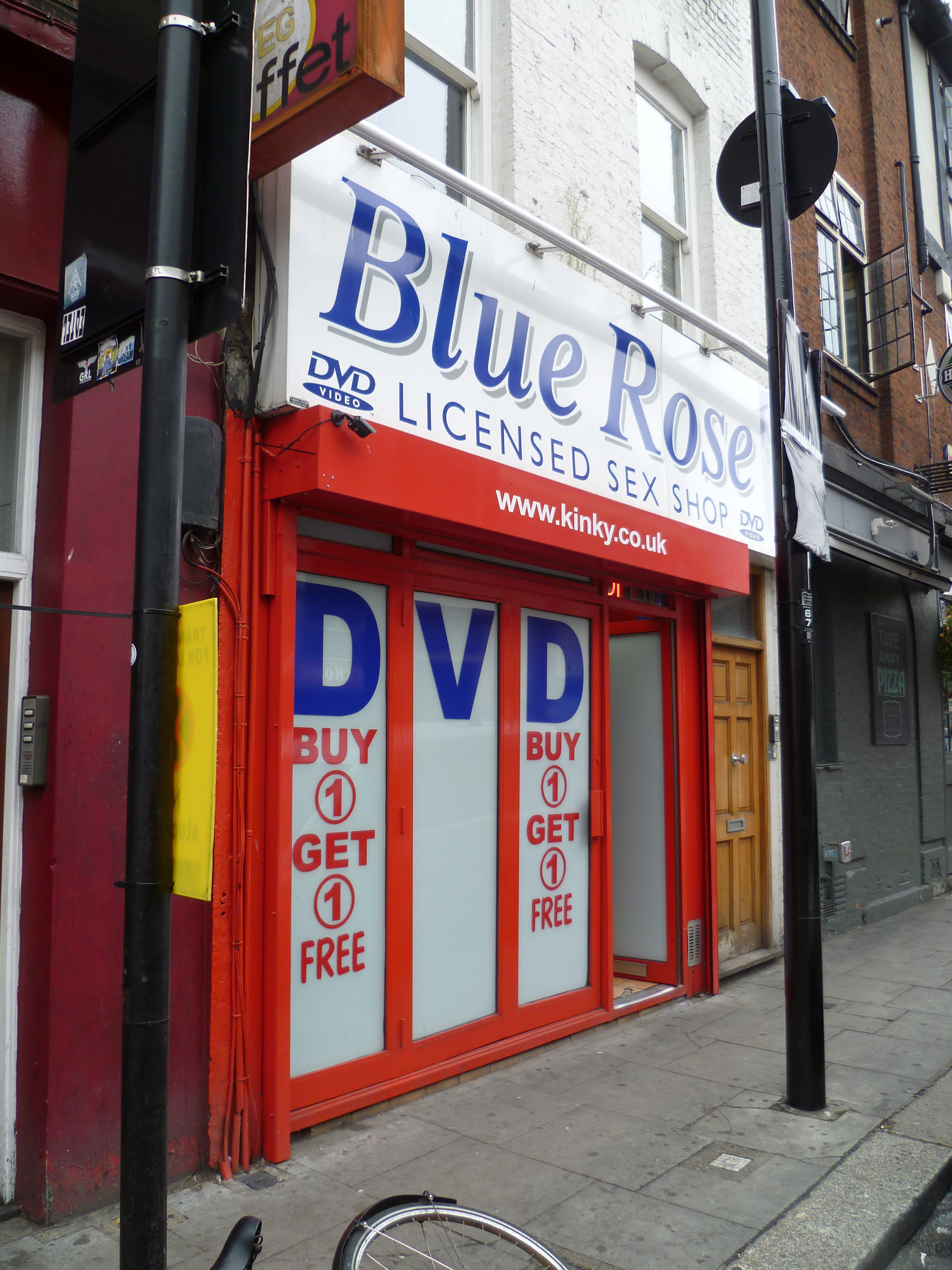
У травні 2000 було легалізовано продаж жорстких порновідео в ліцензованих секс-шопах по всій Великій Британії

Порнографія у Великій Британії не має поняття стандартів спільноти. Після широкого розголосу вбивства Джейн Лонгерст уряд Великої Британії в 2009 році криміналізував зберігання «екстремальної порнографії». Суди вирішують, чи є матеріал юридично екстремальним чи ні, засудження за покарання включають штрафи або позбавлення волі до 3 років. Заборонений вміст включає уявлення, які вважаються «дуже образливими, огидними чи іншим чином непристойними». Хоча немає обмежень щодо зображення еякуляції, будь-яке зображення сквірту в порнографії повністю заборонено у Великій Британії, а також в Австралії.
У більшості країн Південно-Східної Азії, Близького Сходу та Китаю виробництво, розповсюдження та зберігання порнографії є незаконними та забороненими. У Росії та Україні дозволено моделювання через вебкамеру за умови, що воно не містить відвертих перформансів; в інших частинах світу комерційне моделювання через вебкамеру заборонене як форма порнографії.

## Порнографія в Україні

### Попит
«Порно» — найпопулярніший запит в Україні у пошукових системах: станом на червень 2013 року Яндекс щомісяця показував результати пошуку за словом «порно» — 13,8 млн раз. За період весна 2011 — весна 2012 інтерес до споживання порнографії у користувачів Яндекса зріс удвічі. За аналітичними даними рейтингового агентства Alexa, кілька порнопорталів входять до 100 найвідвідуваніших сайтів в Україні.

### Критерії порнографії
В лютому 2007 Національна експертна комісія з питань захисту суспільної моралі затвердила критерії розмежування порнографії та еротики стосовно друкованої, аудіовізуальної, електронної й іншої продукції, реклами, а також переданих і отриманих комунікаційними лініями повідомлень і матеріалів, які належать до порнографічної або еротичної продукції. За ними:
- Порнографією вважається детальне зображення сцен статевого акту і деталізована демонстрація оголених геніталій, якщо вони використовуються для сексуального збудження глядачів без будь-якої художньої або навчальної мети.
- До еротики належать зображення оголеного тіла, а також геніталій — якщо кількість таких зображень не перевищує 20 % від загальної кількості зображень і 50 % від площі кадру або всього зображення. Показ відвертих сцен на дальньому плані «без явної візуалізації взаємодії геніталій» варто вважати еротикою, а демонстрацію групових і гомосексуальних зносин на передньому плані, сцен сексуального насильства і статевих збочень — порнографією.

Документ розроблений експертною комісією, ще має бути опрацьованим профільним комітетом ВР і затверджений Верховною Радою.

### Заборона порнографії
Згідно із законом «Про захист суспільної моралі», який набув чинності у 2003 році, виробництво й продаж продукції порнографічного характеру в Україні заборонені в будь-якій формі. Виробництво й поширення порнографії карається позбавленням волі терміном до 5 років, а повторні порушення — терміном до 10 років (ст. 301 Кримінального кодексу).

### Звинувачення в поширенні
З часу прийняття закону за звинувачення у поширенні порнографії за ним притягались:
- Вінницька правозахисна група через розміщення її координатором в особистому блозі ролика порнографічного змісту[286];
- лауреат Шевченківської премії Олесь Ульяненко за книгу «Жінка його мрії»[287].

### Виробництво порнографії
Законодавство України виключає можливість виробництва порнографії на території України, але разом з тим не забороняє громадянам України зніматися в порнофільмах кордоном.

## Пояснення
1. ↑  Порнографію можна визначити як "матеріал [наприклад, зображення, фільми, відео або текст], який вважається сексуальним з огляду на контекст, має основний намір сексуально збудити споживача, виробляється та розповсюджується за згодою всіх залучених осіб" (McDonald & Kirkman, 2019, с. 163). Центральним у визначенні порнографії є згода всіх залучених осіб. Тому матеріали, які були вироблені або розповсюджені без згоди хоча б однієї особи (наприклад, "порно з помсти", "дитяча порнографія"), були виключені з цього визначення (McDonald & Kirkman, 2019).[13] Порнографію найкраще визначити як носій інформації, такий як зображення, відео або текст, призначений для того, щоб його сприймали як сексуально збудливий (Rea, [41]). [...] порнографія подається як засіб для сексуального збудження (Parvez, [32]).[14] Використання порнографії означає навмисне розглядання, перегляд, читання або прослуховування сексуально збудливих матеріалів (фотографій, відео, фільмів, письмових текстів або аудіозаписів), які зображують наготу та/або відверту сексуальну поведінку. Сюди не входить участь в інтерактивному сексуальному досвіді особисто або онлайн, наприклад, "танець на колінах" у стриптиз-клубі або секс-чаті в прямому ефірі.[15]
2. 1 2  Антрополог Пол Мелларс з Університету Стоні Брук у штаті Нью-Йорк каже, що акцент на перебільшених статевих ознаках збігається з іншими артефактами, знайденими в той період, включаючи фалоси, вирізані з рогу бізона, і вульви, викарбувані на скелях. "Сексуальність перебільшена аж до порнографічності, - каже Мелларс. "Весь цей сексуальний символізм процвітав у той період". [17]
3. 1 2  Мабуть, жодна культура не культивувала сексуальну насолоду як духовний ідеал у такій мірі, як стародавні індуси Індії. Починаючи з 5 століття н.е. у храмах можна побачити скульптури богів, німф і людей в еротичних позах. У графічних зображеннях сексуальних позицій і практик "Камасутра" відображає індуїстську віру в те, що секс - це релігійний обов'язок, а не джерело сорому чи провини.[23] Духовне звільнення - це велике блаженство (ананда), яке є результатом інтерналізації та трансцендування того самого сексуального вогню, який в обмеженій кількості відчувається через сексуальні стосунки.[24]
4. ↑  Трохи менше половини всіх чоловіків використовують порнографію в середньому протягом тижня.[162]
5. ↑  Порнографічний жанр величезний і включає в себе величезну кількість стилів, що задовольняють настільки ж широкий спектр смаків і фетишів. Звичайно, основну частину жанру складає мейнстрімний гетеропорно, який є найбільш доступним. Як зазначалося вище, цей стиль порно включає в себе дуже шаблонні покази парного або групового сексу, в яких тіла, що демонструють традиційну гендерну естетику, рухаються в різних сексуальних позиціях і проникають у різні місця. Тим не менш, деякі форми порно є більш нормативними, ніж інші, і навіть не всі форми гетеропорно є нормативними, як, наприклад, "риммінг", анальний секс дівчини з хлопцем на страпоні та жорсткий БДСМ. Порнографія також включає нескінченну кількість різних видів фетишизму, "товсте" порно, аматорське порно, порно для людей з обмеженими можливостями, порно, зняте жінками, квір-порно, БДСМ і модифікацію тіла. Перелік немейнстрімного порно нескінченний і відображає тіла, гендерні сценарії та сексуальну активність інакше, ніж гетеронормативні формулювання мейнстрімного гетеропорно.[179]
6. ↑  У Біблії нагота є джерелом сорому. Книга Буття 2:25 говорить про Адама і Єву: "І були вони нагі, чоловік і жінка, і не соромилися". Все змінилося, коли вони повстали проти Божої заповіді і з'їли плоди з дерева пізнання. Відтоді їм стало соромно в присутності одне одного: "І відкрилися очі їм обом, і пізнали вони, що вони нагі; і зшили вони фігове листя, і зробили собі накидки".[187]
7. ↑  У більшій частині християнської міфології секс є бар'єром, який потрібно подолати. Смертність долається, а спасіння досягається через спокуту та аскетичне заперечення почуттів, особливо сексуальних імпульсів. Християнські погляди, як правило, дуже неприязно ставляться до будь-якої форми чуттєвого задоволення, особливо до еротичних і сексуальних задоволень. На Заході сексуальне задоволення є деструктивним і небезпечним як для людини, так і для суспільства. Це монстр у паху, який, якщо його випустити на волю, може підштовхнути чоловіків до неконтрольованого потурання і зруйнувати суспільство. Праця, а не гра, є спокутною. Сексуальне задоволення є моральним, коли воно спонукає чоловіків і жінок брати на себе тягар і відповідальність за виховання дітей. З цієї точки зору, сексуальні стосунки є аморальними і гріховними, коли вони відбуваються поза шлюбом або без відкритості до продовження роду. Таким чином, ортодоксальний юдаїзм, офіційний католицизм і протестантські фундаменталісти засуджують мастурбацію і всі форми позашлюбного, нерепродуктивного сексу. Також неприйнятними є альтернативні сексуальні практики і стосунки - ігровий/рекреаційний секс, гомосексуальні союзи, дошлюбний і позашлюбний секс та інтимні дружні стосунки. На противагу цьому, індуїзм вшановує сексуальне задоволення як самоцінність, якою слід насолоджуватися за те, що вона приносить учасникам. Кама, "прагнення любові до насолоди, як чуттєвої, так і естетичної", є однією з чотирьох цілей життя в індуїстській традиції. В індуїстській філософії бхога (сексуальна насолода) розглядається як один з двох шляхів, що ведуть до нірвани, Будди і остаточного звільнення. Йога, духовні вправи, є альтернативним і більш вимогливим шляхом до звільнення і злиття індивідуального з універсальним. У традиції тантричної йоги чоловік або жінка можуть навіть практикувати спрямування своєї сексуальної енергії від найнижчої чакри до найвищої і досягати космічного усвідомлення і трансцендентності в сексі наодинці або мастурбації.[188]
8. ↑  Картина людської статі, що виникає в класичну епоху індуїзму (бл. 300 р. н.е.), - це картина, в якій двостатева душа перевтілюється як у жіноче, так і в чоловіче тіло, яке саме по собі є двостатевим у тому сенсі, що всі тіла завжди містять як жіноче, так і чоловіче начало. У богословському сенсі, всі істоти є духовними андрогінами. Люди сексуально схильні, тому що сексуальність є творчою енергією Бога і функцією Його прагнення возз'єднати два полюси Його біполярного буття. Ця тема в індуїстських писаннях опрацьована численними способами таким чином, що серйозний дослідник індуїзму може знайти парадигму майже для всіх можливих сексуальних стосунків.[199] Злягання Шиви і Шакті уособлює недуальну природу самої реальності, і саме еротична енергія, яку іноді вважають зосередженою в концентрованій субстанції сексуальних рідин, уявляється як така, що тече від нижньої частини хребта до верхньої, де відбувається еротичний союз між Шакті і Шивою. Це особливо характерно для деяких тантричних традицій, де техніки еротичної візуалізації або ритуального злягання використовуються заради стимулювання, а потім сублімації енергії до вищих станів пізнання, кульмінацією яких є усвідомлення не-дуальності.[200]
9. ↑  Тантру нелегко визначити, але це слово застосовувалося до писань, яких було багато різновидів, і, можливо, воно походить від кореня, що означає "нитка", вказуючи на чоловічий і жіночий принципи, з яких витканий всесвіт. Кажуть, що Тантра була перевідкриттям таємниці жінки, бо кожна жінка стала втіленням Шакті, божественної жінки і матері. У ритуалах жінка-йог, йогиня, була оголеною і викликала почуття страхітливого трепету перед космічною таємницею творіння. Кожна оголена жінка втілювала Пракріті, Природу, і в ритуалі вона ставала богинею, Шакті. ... Для Тантри найбільшою енергією була сексуальна, а статеві органи уособлювали космічні сили, як це символізує "лінга" Шиви. Деякі йоги поклонялися власній "лінзі" з повним ритуалом, а сексуальне збудження вказувало на прихід божественної присутності. Змія, природно, була символом сексуальної сили в "кундаліні" та інших концепціях. Так само поклонялися жінці "йоні", і багато скульптур зображували не лише жіноче тіло, але й її видатні геніталії. Статевий акт ("майтуна") будь-якого виду розглядався як ритуальний, між чоловіком і дружиною, або різними партнерами, або з храмовою дівчиною. Статевий союз перетворювався на церемонію, через яку людська пара ставала божественною парою. ... Сексуальний союз, таким чином, забезпечував повну модель союзу Бога і душі. Оскільки тантра була настільки глибоко індійською, вона процвітала не лише в теїстичному індуїзмі, але й у пантеїстичному, розвинулася в аскетичному буддизмі, а деякі її методи були запозичені ще більш аскетичним джайнізмом.[203]

## Цитовані

#### Книги
- Athenaeus (1927) [3rd CE]. Book 13.567b. The Deipnosophists (гр.). Переклад: Gulick, Charles Burton. Harvard University Press, London. ISBN 9780674993617. Архів оригіналу за 6 грудня 2022.
- Black, Jeremy; Green, Anthony (1992). Gods, Demons and Symbols of Ancient Mesopotamia: An Illustrated Dictionary. The British Museum Press. ISBN 0-7141-1705-6. Архів оригіналу за 17 березня 2023. Процитовано 22 серпня 2020.
- Browne, Pat (2001). The Guide to United States Popular Culture. Popular Press. ISBN 0-87972-821-3.
- Barss, Patchen (2010). The Erotic Engine: How Pornography has Powered Mass Communication, from Gutenberg to Google. Doubleday Canada. ISBN 9780307375995. Архів оригіналу за 7 березня 2023. Процитовано 6 березня 2023.
- Bockris, Victor (2003). Warhol: the Biography. New York City: Da Capo Press. ISBN 9780786730285.
- Bullough, Vern; Bullough, Bonnie, ред. (2014). RELIGION AND SEXUALITY. Human Sexuality: An Encyclopedia. Т. 685 of Garland reference library of social science. Routledge. ISBN 9781135825027.
- Cleland, John (2010) [1986]. Wagner, Peter (ред.). Fanny Hill: Or, Memoirs of a Woman of Pleasure. Penguin Publishing Group. ISBN 9780140432497.
- Clingbine, Graham (2016). What You Need to Know About Human Sex. Troubador Publishing Ltd. ISBN 978-1785893735.
- Comella, Lynn; Erickson, Loree (2013). 'From text to context.' 'Out of line: the sexy femmegimp politics of flaunting it!'. У Taormino, Tristan; Parreñas Shimizu, Celine; Penley, Constance; Miller-Young, Mireille (ред.). The feminist porn book: the politics of producing pleasure. New York City: Feminist Press at the City University of New York. ISBN 9781558618183.
- Cartledge, Paul (2002). The Greeks A Portrait of Self and Others. Oxford University Press. ISBN 978-0191577833.
- Camphausen, Rufus C. (1999). The encyclopedia of sacred sexuality : from aphrodisiacs and ecstasy to yoni worship and zap-lam yoga. Inner Traditions. ISBN 978-0892817191.
- Drake, Miriam A (2003). Encyclopedia of Library and Information Science, Second Edition. Т. 1. London: CRC Press. ISBN 978-0-8247-2077-3.
- Dukore, Bernard F. (2020). Bernard Shaw and the Censors: Fights and Failures, Stage and Screen. Springer Nature. ISBN 9783030521868.
- Desmond, Kathleen K. (2011). Ideas About Art. John Wiley & Sons. ISBN 978-1444396003.
- Doniger, Wendy; Kakar, Sudhir (2002). Kamasutra. Oxford World's Classics. Oxford University Press. ISBN 0-19-283982-9.
- Diamond, Milton (1999). The Effects of Pornography: An International Perspective. У Elias, James; Bullough, Vern L.; Elias, Veronica Diehl; Brewer, Gwen; Douglas, Jeffrey J.; Jarvis, Will (ред.). Porn 101: Eroticism, Pornography, and the First Amendment. G - Reference, Information and Interdisciplinary Subjects Series. Prometheus Books. ISBN 978-1-57392-750-5. Архів оригіналу за 6 лютого 2007. Процитовано 5 вересня 2022.
- Desai, Devangana (1975). Erotic Sculpture of India: A Socio-cultural Study. Tata McGraw-Hill Publishing Company. ISBN 9780070963849.
- Eskridge, William N. (2002). Gaylaw: challenging the apartheid of the closet. Harvard University Press. ISBN 9780674008045.
- Edwards, Catharine (1993). The Politics of Immorality in Ancient Rome (англ.). Cambridge University Press. ISBN 9780511518553. Архів оригіналу за 1 травня 2023. Процитовано 1 травня 2023.
- Foxon, David Fairweather (1965). Libertine Literature in England, 1660–1745 (англ.). University Books. ISBN 9780821601068. Архів оригіналу за 7 березня 2023. Процитовано 6 березня 2023.
- Flood, Gavin (1996). An Introduction to Hinduism. Cambridge: Cambridge University Press. ISBN 0-521-43878-0.
- Ferguson, Christopher J (2013). Adolescents, Crime, and the Media: A Critical Analysis. Springer Science & Business Media. ISBN 9781461467410.
- Faure, Bernard (2003). The Power of Denial: Buddhism, Purity, and Gender. Princeton University Press. ISBN 9780691091716.
- Geltzer, Jeremy (2016). Dirty Words and Filthy Pictures: Film and the First Amendment. University of Texas Press. ISBN 9781477307434.
- Giesberg, Judith Ann (2017). Sex and the Civil War: Soldiers, Pornography, and the Making of American Morality. United States: University of North Carolina Press. ISBN 9781469631288. Архів оригіналу за 4 квітня 2023. Процитовано 19 березня 2023.
- Hyde, H. Montgomery (1964). A History of Pornography. London: New English Library. OCLC 1331692.
- Hester, Helen (2014). Beyond Explicit: Pornography and the Displacement of Sex. State University of New York Press. ISBN 9781438449623. Архів оригіналу за 7 березня 2023. Процитовано 6 березня 2023.
- Hambleton, Alexandra (2019). Gendered desires. У Coates, Jennifer; Fraser, Lucy; Pendleton, Mark (ред.). The Routledge Companion to Gender and Japanese Culture. Abingdon: Routledge. с. 361—369. doi:10.4324/9781315179582. ISBN 9781138895201. S2CID 203303010.
- Howitt, Dennis (2022). 9. Sexual offenders 1: rapists. Introduction to Forensic and Criminal Psychology (вид. 7). United States: Pearson. ISBN 978-1-292-29580-0.
- Ingraham, Natalie (20 квітня 2015). Pornography, genres of. The International Encyclopedia of Human Sexuality. Wiley Online Library. с. 861—1042. doi:10.1002/9781118896877.wbiehs366. ISBN 9781118896877.
- Joseph Behun, Richard; Owens, Eric W. (2019). Youth and Internet Pornography: The impact and influence on adolescent development. Routledge. ISBN 978-0429751097.
- Jain, Andrea (2014). Selling Yoga: From Counterculture to Pop Culture. Oxford University Press. ISBN 9780199390250.
- Jones, Ernest (1948). Papers On Psycho-Analysis (вид. Fifth). London: Bailliere, Tindall and Cox. ISBN 9780950164762.
- Karabell, Zachary (2003). Parting the desert: the creation of the Suez Canal. Alfred A. Knopf. ISBN 0-375-40883-5.
- Kaliski, Burton S. (2007). Encyclopedia of Business and Finance: A-I. Macmillan Reference USA. ISBN 978-0028660622.
- Kopp, David M. (2020). Human Resource Management in the Pornography Industry (вид. 1). Palgrave Macmillan. doi:10.1007/978-3-030-37659-8. ISBN 978-3-030-37658-1. S2CID 243258192. Архів оригіналу за 24 лютого 2023. Процитовано 24 лютого 2023.
- Kimmel, Michael (2005). The Gender of Desire: Essays on Male Sexuality. SUNY Press. ISBN 9780791463376.
- Kühn, S; Gallinat, J (2016). Neurobiological Basis of Hypersexuality. International Review of Neurobiology. Т. 129. с. 67—83. doi:10.1016/bs.irn.2016.04.002. ISBN 978-0128039144. PMID 27503448.
- Kutchinsky, Berl (1992). Pornography, sex crime and public policy. У Gerull, Sally-Anne; Halstead, Boronia (ред.). Sex industry and public policy: proceedings of a conference held 6–8 May 1991. Canberra, ACT: Australian Institute of Criminology. с. 41—55. Архів оригіналу за 7 жовтня 2015. ISBN 9780642182913 Pdf. [Архівовано 26 листопада 2013 у Wayback Machine.]
- Kaufman, Gershen (2004). The Psychology of Shame: Theory and Treatment of Shame-Based Syndromes (вид. second). Springer Publishing Company. ISBN 9780826166739.
- Liddell, Henry George; Scott, Robert (1940). A Greek–English Lexicon. Clarendon Press. ISBN 978-0-19-864226-8. Архів оригіналу за 12 лютого 2023.
- Lane, Frederick S (2000). Obscene Profits: The Entrepreneurs of Pornography in the Cyber Age. Routledge. ISBN 9780415920964. Архів оригіналу за 7 березня 2023. Процитовано 6 березня 2023.
- Lubey, Kathleen (2022). What pornography knows : sex and social protest since the eighteenth century. Stanford, California: Stanford University Press. ISBN 9781503611665.
- Lidke, Jeffrey S (2003). A Union of Fire and Water: Sexuality and Spirituality in Hinduism. У Machacek, David W; Wilcox, Melissa M (ред.). Sexuality and the World's Religions. University of Virginia: Bloomsbury Academic. ISBN 9781576073599.
- Lochtefeld, James G. (2002). Lochtefeld, James G. (ред.). The Illustrated Encyclopedia of Hinduism (вид. illustrated). New York: The Rosen Publishing Group. ISBN 9780823922871.
- Leeming, David A. (2014). Leeming, David A. (ред.). Encyclopedia of Psychology and Religion (вид. second). New York: Springer. ISBN 9781461460855.
- MacKinnon, Catharine A. (1989a). Pornography: on morality and politics. У MacKinnon, Catharine A. (ред.). Toward a Feminist Theory of the State. Cambridge, Mass.: Harvard University Press. с. 195—214. ISBN 978-0674896468.
- Mikkola, Mari (2019). Pornography: A Philosophical Introduction. Oxford University Press. ISBN 9780190640088. Архів оригіналу за 7 березня 2023. Процитовано 6 березня 2023.
- McKee, Alan; Litsou, Katerina; Byron, Paul; Ingham, Roger (2022). What Do We Know About the Effects of Pornography After Fifty Years of Academic Research (вид. 1). Routledge. ISBN 9781032140315. Архів оригіналу за 24 лютого 2023. Процитовано 24 лютого 2023.
- McElroy, Wendy (1995). XXX: A Woman's Right to Pornography. St. Martin's Press. ISBN 9780312136260. Архів оригіналу за 29 червня 2012.
- McNair, Brian (2013). Porno? Chic!: How Pornography Changed the World and Made it a Better Place. Routledge. ISBN 9780415572903.
- Maes, Hans; Levinson, Jerrold, ред. (2012). Art and Pornography: Philosophical Essays. UK: Oxford University Press. ISBN 9780191655371.
- Martinko, Jason S (2013). The XXX Filmography, 1968-1988. McFarland & Company, Inc., Publishers. ISBN 9780786441846.
- Nemet-Nejat, Karen Rhea (1998). Daily Life in Ancient Mesopotamia. Santa Barbara, California: Greenwood. ISBN 978-0313294976.
- Nowak, Peter (2011). Sex, Bombs, and Burgers: How War, Pornography, and Fast Food Have Shaped Modern Technology. Rowman & Littlefield. ISBN 9780762776108. Архів оригіналу за 9 лютого 2023. Процитовано 6 березня 2023.
- Narayanan, Vasudha (2008). Flood, Gavin (ред.). The Blackwell Companion to Hinduism. John Wiley & Sons. ISBN 9788126516292.
- Oldenhof, Anne; Kraan, Yolin; Beek, Titia; Kuipers, Laurian (2024). de Graaf, Hanneke; Vermey, Koenraad (ред.). Seks onder je 25e. Seksuele gezondheid van jongeren in Nederland anno 2023 [Sex under the age of 25. Sexual health of youth in the Netherlands 2023 AD] (PDF) (нід.). Eburon. ISBN 9789463014984.
- Parrinder, Geoffrey (1996). Sexual Morality in the World's Religions (англ.). Oneworld Publications, Oxford. ISBN 9781851681082.
- Paasonen, Susanna (2011). Carnal Resonance: Affect and Online Pornography (вид. illustrated). MIT Press. ISBN 9780262016315. Архів оригіналу за 7 березня 2023. Процитовано 6 березня 2023.
- Pomeroy, Sarah B.; Burstein, Stanley M.; Donlan, Walter; Roberts, Jennifer Tolbert (1999). Ancient Greece: A Political, Social, and Cultural History. Oxford University Press. ISBN 9780195097436. Архів оригіналу за 7 березня 2023. Процитовано 6 березня 2023.
- Rudgley, Richard (2000). Venus Figurines: Sex Objects or Symbols?. The Lost Civilizations of the Stone Age. Simon and Schuster. ISBN 978-0-684-86270-5. Процитовано 28 вересня 2017.
- Robins, Gay (1993). Women in Ancient Egypt. Cambridge, Mass.: Harvard University Press. ISBN 0-674-95469-6. Turin erotic papyrus.
- Rathus, Spencer A; Nevid, Jeffrey S.; Fichner-Rathus, Lois (2018). Human Sexuality in a Changing World. Pearson Education. ISBN 978-0-134-52506-8.
- Rodriguez, Junius P. (2011). Slavery in the Modern World: A History of Political, Social, and Economic Oppression [2 volumes]: A History of Political, Social, and Economic Oppression. ABC-CLIO. ISBN 978-1851097883.
- Rothman, Emily F. (2021). Pornography and Public Health. Oxford University Press. ISBN 9780190075491. Архів оригіналу за 19 квітня 2023. Процитовано 6 березня 2023.
- Ruzgyte, Edita (20 квітня 2015). Pornography, history of. The International Encyclopedia of Human Sexuality. Wiley Online Library. с. 861—1042. doi:10.1002/9781118896877.wbiehs367. ISBN 9781118896877.
- Sutherland, John (1983). Offensive Literature: Decensorship in Britain, 1960-1982. Rowman & Littlefield. ISBN 0-87972-821-3.
- Salmon, Catherine; Fisher, Maryanne L.; Burch, Rebecca L. (2020). The Internet Is for Porn: Evolutionary Perspectives on Online Pornography. У Workman, Lance; Reader, Will; Barkow, Jerome H. (ред.). The Cambridge Handbook of Evolutionary Perspectives on Human Behavior. Cambridge Handbooks in Psychology. Cambridge: Cambridge University Press. с. 548—57. doi:10.1017/9781108131797.046. ISBN 9781108131797. S2CID 216452122.
- Shrage, Laurie (18 лютого 2004). Feminist Perspectives on Sex Markets. У Zalta, Edward N. (ред.). The Stanford Encyclopedia of Philosophy. The Metaphysics Research Lab, Stanford University. ISSN 1095-5054. Архів оригіналу за 27 березня 2023. Процитовано 31 січня 2012.
- Saran, Prem (2018). Yoga, Bhoga and Ardhanariswara: Individuality, Wellbeing and Gender in Tantra. Routledge, Taylor & Francis Group. ISBN 9780815380214.
- Talvacchia, Bette (2010). Pornography. У Grafton, Anthony; Most, Glenn W.; Settis, Salvatore (ред.). The Classical Tradition. Cambridge, Mass. and London: The Belknap Press of Harvard University Press. ISBN 978-0-674-03572-0.
- Thomson, C. Claire; Thorsen, Isak; Chow, Pei-Sze, ред. (2021). A History Of Danish Cinema (вид. illustrated). Edinburgh University Press. ISBN 9781474461122.
- Tarrant, Shira (2016). The pornography industry : what everyone needs to know. Oxford University Press. ISBN 9780190205126. Архів оригіналу за 5 березня 2023. Процитовано 11 січня 2023.
- Tatalovich, Raymond; Daynes, Byron W. (1998). Moral controversies in American politics: cases in social regulatory policy. M.E. Sharpe. ISBN 1563249936. Архів оригіналу за 4 квітня 2023. Процитовано 25 березня 2023.
- Tricarico, Giorgio (2018). Lost Goddesses: A Kaleidoscope on Porn. New York: Routledge. ISBN 9780429915857.
- Vatsyayana (1994) [3rd CE]. The Complete Kama Sutra (англ.). Переклад: Danielou, Alain. Inner Traditions. ISBN 0-89281-492-6.
- Weitzer, Ronald, ред. (2023). Sex For Sale: Prostitution, Pornography, and Erotic Dancing (вид. third). Routledge. ISBN 9781032133157. Архів оригіналу за 31 травня 2023. Процитовано 31 травня 2023.
- Wiley, Richard; Rivera, Henry; Wadlow, R Clark (2004). Annual Institute on Telecommunications Policy and Regulation, Volume 22. Practising Law Institute. Архів оригіналу за 21 лютого 2023. Процитовано 21 лютого 2023.
- Whisnant, Rebecca (1 січня 2008). Pornography, Contemporary-Mainstream. У O'Brien, Jodi (ред.). Encyclopedia of Gender and Society. Т. 2. California: Sage Publications. с. 646—649. ISBN 9781412909167.
- Williams, Bernard (2015). Obscenity and Film Censorship: An Abridgement of the Williams Report. Cambridge University Press. ISBN 9781316432464. Архів оригіналу за 5 квітня 2023. Процитовано 29 березня 2023.
- Encyclopedia of World Religions: Judaism, Christianity, Islam, Buddhism, Zen, Hinduism, Prehistoric & Primitive Religions. London, UK: Octopus Publishing Group. 1975. ISBN 9788126516292.

#### Журнали
- Angel, Katherine; Hudson, Roscoe; Jones, Adam; Glaser, Rebecca Shaw; Walsh, Joanna; Smith, Clarissa (11 травня 2018). Special section: writing on pornography (PDF). Porn Studies. 5 (1): 44—86. doi:10.1080/23268743.2018.1436260. ISSN 2326-8743.
- Ashton, Sarah; McDonald, Karalyn; Kirkman, Maggie (2020). Pornography and sexual relationships: Discursive challenges for young women. Feminism & Psychology. 30 (4): 489—507. doi:10.1177/0959353520918164.
- Beck, Marianna (May 2003). The Roots of Western Pornography: Victorian Obsessions and Fin-de-Siècle Predilections. Libido, The Journal of Sex and Sensibility. Архів оригіналу за 6 вересня 2006. Процитовано 22 серпня 2006.
- Brand, Matthias; Young, Kimberly; Laier, Christian; Wölfling, Klaus; Potenza, Marc N. (2016). Integrating psychological and neurobiological considerations regarding the development and maintenance of specific Internet-use disorders: An Interaction of Person-Affect-Cognition-Execution (I-PACE) model. Neuroscience & Biobehavioral Reviews. 71: 252—266. doi:10.1016/j.neubiorev.2016.08.033. PMID 27590829.
- Bőthe, Beáta; Tóth-Király, István; Zsila, Ágnes; Griffiths, Mark D.; Demetrovics, Zsolt; Orosz, Gábor (6 березня 2017). The Development of the Problematic Pornography Consumption Scale (PPCS) (PDF). The Journal of Sex Research. 55 (3): 395—406. doi:10.1080/00224499.2017.1291798. PMID 28276929. S2CID 24837743.
- Bonner, Mehera (18 листопада 2021). The 21 Best Softcore Porn Movies Ever. marie claire. Архів оригіналу за 28 квітня 2023. Процитовано 27 червня 2023.
- Broster, Alice (27 серпня 2019). #NotYourPorn Is The Campaign Fighting To Get Non-Consensual Content Removed From UK Porn Sites. Bustle. Архів оригіналу за 14 вересня 2019. Процитовано 8 березня 2020.
- Biernacki, Loriliai (2006). Sex Talk and Gender Rites: Women and the Tantric Sex Rite. International Journal of Hindu Studies. 10 (2): 185—206. doi:10.1007/s11407-006-9022-4. JSTOR 20106970.
- Barker, Meg (2014). Psychology and pornography: some reflections. Porn Studies. 1 (1-2): 120—126. doi:10.1080/23268743.2013.859468.
- Coopersmith, Jonathan (March 2006). Does Your Mother Know What YouReallyDo? The Changing Nature and Image of Computer-Based Pornography. History and Technology. 22 (1): 1—25. doi:10.1080/07341510500508610. ISSN 0734-1512. S2CID 143713545.
- Corliss, Richard (29 березня 2005). That Old Feeling: When Porno Was Chic. [TIME. Архів оригіналу за 24 травня 2012. Процитовано 16 жовтня 2006.
- Carroll, Jason S.; Padilla-Walker, Laura M.; Nelson, Larry J.; Olson, Chad D.; McNamara Barry, Carolyn; Madsen, Stephanie D. (January 2008). Generation XXX: Pornography Acceptance and Use Among Emerging Adults. Journal of Adolescent Research (англ.). 23 (1): 6—30. doi:10.1177/0743558407306348. ISSN 0743-5584. S2CID 145395436.
- Chude-Sokei, Louis; Cruz, Ariane; Musser, Amber Jamilla; Nash, Jennifer C.; Stallings, L.H.; Wachter-Grene, Kirin (December 2016). Race, Pornography, and Desire: A TBS Roundtable. Journal of Black Studies and Research. 46 (4): 49—64. doi:10.1080/00064246.2016.1223484. S2CID 152089704.
- Carol, Avedon (1995). The Harm of Porn: Just Another Excuse to Censor. The Law. London. ISSN 1360-807X. Архів оригіналу за 9 липня 2015.
- Cole, Kristen L (24 липня 2014). Pornography, censorship, and public sex: exploring feminist and queer perspectives of (public) pornography through the case of Pornotopia. Porn Studies. 1 (3): 227—241. doi:10.1080/23268743.2014.927708.
- Citron, Danielle Keats; Franks, Mary Anne (2014). Criminalizing Revenge Porn. Wake Forest Law Review. 49 (2): 345—392.
- Carrotte, Elise R; Davis, Angela C; Lim, Megan SC (14 травня 2020). Sexual Behaviors and Violence in Pornography: Systematic Review and Narrative Synthesis of Video Content Analyses. Journal of Medical Internet Research. 22 (5): e16702. doi:10.2196/16702. PMC 7256746. PMID 32406863.
- Cousins, L.S. (1996). The Dating of the Historical Buddha: A Review Article. Journal of the Royal Asiatic Society. 3. 6 (1): 57—63. doi:10.1017/s1356186300014760. ISSN 1356-1863. JSTOR 25183119. S2CID 162929573. Архів оригіналу за 26 лютого 2011. Процитовано 4 квітня 2006 — через Indology.
- D'Orlando, Fabio (1 березня 2011). The Demand for Pornography. Journal of Happiness Studies (англ.). 12 (1): 51—75. doi:10.1007/s10902-009-9175-0. ISSN 1573-7780. S2CID 145125342.
- D'Amato, Anthony (23 червня 2006). Porn up, rape down. Northwestern Public Law (Research Paper No. 913013). doi:10.2139/ssrn.913013. SSRN 913013.
- De Jong, David C.; Cook, Casey (February 2021). Roles of Religiosity, Obsessive-Compulsive Symptoms, Scrupulosity, and Shame in Self-Perceived Pornography Addiction: A Preregistered Study. Archives of Sexual Behavior. 50 (2): 695—709. doi:10.1007/s10508-020-01878-6. PMID 33403534. S2CID 254265756.
- Droubay, Brian A; Butters, Robert P; Shafer, Kevin (June 2021). The Pornography Debate: Religiosity and Support for Censorship. Journal of Religion and Health. 60 (3): 1652—1667. doi:10.1007/s10943-018-0732-x. PMID 30465262. S2CID 53720632. Архів оригіналу за 11 лютого 2023. Процитовано 6 лютого 2023.
- Döring, Nicola M. (1 вересня 2009). The Internet's impact on sexuality: A critical review of 15 years of research. Computers in Human Behavior. 25 (5): 1089—1101. doi:10.1016/j.chb.2009.04.003.
- Edelman, Benjamin (1 січня 2009). Markets: Red Light States: Who Buys Online Adult Entertainment? (PDF). Journal of Economic Perspectives. American Economic Association. 23 (1): 209—220. doi:10.1257/jep.23.1.209. ISSN 0895-3309. Архів оригіналу (PDF) за 6 листопада 2013.
- Fritz, Niki; Malic, Vinny; Fu, Tsung-chieh; Paul, Bryant; Zhou, Yanyan; Dodge, Brian; Fortenberry, J. Dennis; Herbenick, Debby (14 лютого 2022). Porn Sex versus Real Sex: Sexual Behaviors Reported by a U.S. Probability Survey Compared to Depictions of Sex in Mainstream Internet-Based Male-Female Pornography. Archives of Sexual Behavior. 51 (2): 1187—1200. doi:10.1007/s10508-021-02175-6. PMC 8853281. PMID 35165802.
- Faludi, Susan (30 жовтня 1995). The Money Shot. The New Yorker. Архів оригіналу за 30 травня 2023. Процитовано 22 липня 2016.
- Forrester, Katrina (26 вересня 2016). Making Sense of Modern Pornography. The New Yorker. Архів оригіналу за 23 квітня 2023. Процитовано 2 липня 2023.
- Grubbs, Joshua B.; Floyd, Christopher G.; Kraus, Shane W. (January 2023). Pornography Use and Public Health: Examining the Importance of Online Sexual Behavior in the Health Sciences. American Journal of Public Health. 113 (1): 22—26. doi:10.2105/AJPH.2022.307146. PMC 9755930. PMID 36516393.{{cite journal}}:  Обслуговування CS1: Сторінки з PMC, в якого вийшов термін ембарго (посилання)
- Grubbs, Joshua B.; Perry, Samuel L.; Grant Weinandy, Jennifer T.; Kraus, Shane W. (19 липня 2021). Porndemic? A Longitudinal Study of Pornography Use Before and During the COVID-19 Pandemic in a Nationally Representative Sample of Americans. Archives of Sexual Behavior. Springer Science and Business Media LLC. 51 (1): 123—137. doi:10.1007/s10508-021-02077-7. ISSN 0004-0002. PMC 8288831. PMID 34282505.
- Goldstein, B. Y.; Steinberg, J. K.; Aynalem, G.; Kerndt, P. R. (2011). High Chlamydia and gonorrhea incidence and reinfection among performers in the adult film industry. Sexually Transmitted Diseases. 38 (7): 644—648. doi:10.1097/OLQ.0b013e318214e408. PMID 21844714. S2CID 2855793.
- Gordon, A.M. (2018). How Men Experience Sexual Shame: The Development and Validation of the Male Sexual Shame Scale. The Journal of Men's Studies. 26 (1): 105—123. doi:10.1177/1060826517728303. S2CID 148653876.
- Griffith, James D.; Mitchell, Sharon; Hart, Christian L.; Adams, Lea T.; Gu, Lucy L. (2013). Pornography Actresses: An Assessment of the Damaged Goods Hypothesis. The Journal of Sex Research. 50 (7): 621—632. doi:10.1080/00224499.2012.719168. ISSN 0022-4499. JSTOR 42002094. PMID 23167939. S2CID 21131799.
- Grubbs, Joshua B.; Kraus, Shane W. (2021). Pornography Use and Psychological Science: A Call for Consideration. Current Directions in Psychological Science. 30 (1): 68—75. doi:10.1177/0963721420979594.
- Hatch, S. Gabe; Esplin, Charlotte R.; Aaron, Sean C.; Dowdle, Krista K.; Fincham, Frank D.; Hatch, H. Dorian; Braithwaite, Scott R. (December 2020). Does pornography consumption lead to intimate partner violence perpetration? Little evidence for temporal precedence. Canadian Journal of Human Sexuality. 29 (3): 289—296. doi:10.3138/cjhs.2019-0065. S2CID 225728859.
- Hoesterey, James Bourk (November 2016). Vicissitudes of Vision: Piety, Pornography, and Shaming the State in Indonesia. Visual Anthropology Review. 32 (2): 133—143. doi:10.1111/var.12105.
- Jahnen, Matthias; Zeng, Leopold; Kron, Martina; Meissner, Valentin H; Korte, Alexander; Schiele, Stefan; Schulwitz, Helga; Dinkel, Andreas; Gschwend, Jürgen E; Herkommer, Kathleen (4 липня 2022). The role of pornography in the sex life of young adults-a cross-sectional cohort study on female and male German medical students. BMC Public Health. 22 (1): 1471—2458. doi:10.1186/s12889-022-13699-4. PMC 9252028. PMID 35787262.
- Jacobs, Tom (28 серпня 2015). Pornography Consumption on the Rise. Pacific Standard. The Miller-McCune Center for Research, Media and Public Policy. Архів оригіналу за 20 серпня 2017. Процитовано 30 листопада 2015.
- Komlenac, Nikola; Hochleitner, Margarethe (4 січня 2022). Associations Between Pornography Consumption, Sexual Flexibility, and Sexual Functioning Among Austrian Adults. Archives of Sexual Behavior. 51 (2): 1323—1336. doi:10.1007/s10508-021-02201-7. PMC 8888391. PMID 34984569.
- Kraus, Shane W.; Voon, Valerie; Potenza, Marc N. (19 лютого 2016). Should compulsive sexual behavior be considered an addiction?. Addiction. 111 (12): 2097—2106. doi:10.1111/add.13297. PMC 4990495. PMID 26893127.
- Kohut, Taylor; Baer, Jodie L.; Watts, Brendan (January 2016). Is Pornography Really about "Making Hate to Women"? Pornography Users Hold More Gender Egalitarian Attitudes Than Nonusers in a Representative American Sample. Journal of Sex Research. 53 (1): 1—11. doi:10.1080/00224499.2015.1023427. PMID 26305435. S2CID 23901098.
- Keller, Kathryn H.; Mollen, Debra; Rosen, Lisa H. (2015). Spiritual Maturity as a Moderator of the Relationship between Christian Fundamentalism and Shame. Journal of Psychology and Theology. 43 (1): 34—46. doi:10.1177/009164711504300104.
- Levendowski, Amanda M. (2014). Using Copyright to Combat Revenge Porn. NYU Journal of Intellectual Property & Entertainment Law. Social Science Research Network. 3. SSRN 2374119.
- Lieberman, Hallie (8 грудня 2020). Black Performers Make Millions for Porn Sites—While Being Underpaid, Verbally Abused, and Subjected to Racism. COSMOPOLITAN. Архів оригіналу за 18 березня 2023. Процитовано 19 березня 2023.
- Lim, Megan S. C.; Carrotte, Elise R.; Hellard, Margaret E. (1 січня 2016). The impact of pornography on gender-based violence, sexual health and well-being: what do we know?. J Epidemiol Community Health (англ.). 70 (1): 3—5. doi:10.1136/jech-2015-205453. ISSN 0143-005X. PMID 26022057. S2CID 39308489.
- Langenberg, Amy Paris (2015). Sex and Sexuality in Buddhism: A Tetralemma. Religion Compass (англ.). 9 (9): 277—286. doi:10.1111/rec3.12162.
- Lawless, Nicholas J.; Karantzas, Gery C.; Knox, Laura (May 2023). The Development and Validation of the Pornography Use in Romantic Relationships Scale. Archives of Sexual Behavior (англ.). 52 (4): 1799—1818. doi:10.1007/s10508-023-02534-5. ISSN 1573-2800. PMC 10125950. PMID 36853349.
- Mulholland, Monique (March 2011). When Porno Meets Hetero. Australian Feminist Studies. Taylor & Francis. 26 (67): 119—135. doi:10.1080/08164649.2011.546332. S2CID 142218966.
- McKee, Alan; Byron, Paul; Litsou, Katerina; Ingham, Roger (April 2020). An Interdisciplinary Definition of Pornography: Results from a Global Delphi Panel. Archives of Sexual Behavior. 49 (3): 1085—1091. doi:10.1007/s10508-019-01554-4. PMC 7058557. PMID 31549362.
- McGlotten, Shaka; Vangundy, Sarah (2013). Zombie porn 1.0: Or, some queer things zombie sex can teach us. Qui Parle. 21 (2): 101—125. doi:10.5250/quiparle.21.2.0101. JSTOR 10.5250/quiparle.21.2.0101. S2CID 142877483.
- Macmillen, Hayley (31 січня 2017). 6 Ways Porn Is Different Now Than in the '90s. COSMOPOLITAN. Архів оригіналу за 18 грудня 2022. Процитовано 2 липня 2023.
- Numrich, Paul David (2009). The Problem with Sex According to Buddhism. Dialog: A Journal of Theology (англ.). 48 (1): 62—73. doi:10.1111/j.1540-6385.2009.00431.x.
- Perry, Samuel L.; Schleifer, Cyrus (November 2018). Are the Sanctified Becoming the Pornified? Religious Conservatism, Commitment, and Pornography Use, 1984–2016*. Social Science Quarterly. 99 (5): 1614—1626. doi:10.1111/ssqu.12524. S2CID 149581888.
- Perry, Samuel L. (1 лютого 2017). Does Viewing Pornography Reduce Marital Quality Over Time? Evidence from Longitudinal Data. Archives of Sexual Behavior (англ.). 46 (2): 549—559. doi:10.1007/s10508-016-0770-y. ISSN 1573-2800. PMID 27388511. S2CID 254262641.
- Plancke, Carine (2020). Yoni touch and talk: Sacralizing the female sex through tantra. Sexualities (англ.). University of Ghent, Belgium. 23 (5–6): 834—848. doi:10.1177/1363460719861832.
- Pham, Michael N.; Jeffery, Austin John; Sela, Yael; Lynn, Justin T.; Trevino, Sara; Willockx, Zachary; Tratner, Adam; Itchue, Paul; Shackelford, Todd K.; Fink, Bernhard; McDonald, Melissa M. (2016). Duration of Cunnilingus Predicts Estimated Ejaculate Volume in Humans: a Content Analysis of Pornography. Evolutionary Psychological Science. 2 (3): 220—227. doi:10.1007/s40806-016-0057-5.
- Regnerus, Mark; Gordon, David; Price, Joseph (18 грудня 2015). Documenting Pornography Use in America: A Comparative Analysis of Methodological Approaches. The Journal of Sex Research. Informa UK Limited. 53 (7): 873—881. doi:10.1080/00224499.2015.1096886. ISSN 0022-4499. PMID 26683998. S2CID 24115571.
- Rosen, David (February 2023). Pornography and the Erotic Phantasmagoria. Sexuality & Culture. 27 (1): 242—265. doi:10.1007/s12119-022-10011-9. PMC 9485786. PMID 36157715.
- Rodriguez-Hart, C.; Chitale, R. A.; Rigg, R.; Goldstein, B. Y.; Kerndt, P. R.; Tavrow, P. (2012). Sexually transmitted infection testing of adult film performers: is disease being missed?. Sexually Transmitted Diseases. 39 (12): 989—994. doi:10.1097/OLQ.0b013e3182716e6e. PMID 23191956. S2CID 11721333.
- Speed, David; MacDonald, Jordan; Parks, Alyssa; Doucette, Hannah; Munagapati, Keerthana (Mar–Apr 2021). Pornography Consumption and Attitudes Towards Pornography Legality Predict Attitudes of Sexual Equality. Journal of Sex Research. 58 (3): 396—408. doi:10.1080/00224499.2020.1864263. PMID 33428456. S2CID 231586724.
- Szymanski, Dawn M.; Stewart-Richardson, Destin N. (January 2014). Psychological, relational, and sexual correlates of pornography use on young adult heterosexual men in romantic relationships. The Journal of Men's Studies. Sage. 22 (1): 64—82. doi:10.3149/jms.2201.64. S2CID 146523196.
- Shor, Eran; Golriz, Golshan (1 квітня 2019). Gender, Race, and Aggression in Mainstream Pornography. Archives of Sexual Behavior (англ.). 48 (3): 739—751. doi:10.1007/s10508-018-1304-6. ISSN 1573-2800. PMID 30187150. S2CID 254266781.
- Shor, Eran; Seida, Kimberly (January 2019). "Harder and Harder"? Is Mainstream Pornography Becoming Increasingly Violent and Do Viewers Prefer Violent Content?. Journal of Sex Research. 56 (1): 16—28. doi:10.1080/00224499.2018.1451476. ISSN 1559-8519. PMID 29669431. S2CID 4989437.
- Stemmet, Jan-Ad (2005). From nipples and nationalists to full frontal in the new South Africa: An abridged history of pornography and censorship in the old and new South Africa. Communicatio. 31 (2): 198—210. doi:10.1080/02500160508538002.
- Træen, Bente; Toril Sørheim, Nilsen; Hein, Stigum (August 2006). Use of Pornography in Traditional Media and on the Internet in Norway. Journal of Sex Research. 43 (3): 245—254. doi:10.1080/00224490609552323. PMID 17599247. S2CID 143660968.
- Turner, James Grantham (December 2004). Marcantonio's Lost Modi and their Copies. Print Quarterly. 21 (4): 363—384. JSTOR 41826241.
- Tibbals, Chauntelle Anne (21 березня 2014). Gonzo, trannys, and teens – current trends in US adult content production, distribution, and consumption. Porn Studies. 1 (1–2): 127—135. doi:10.1080/23268743.2013.863659.
- Volk, Fred; Thomas, John; Sosin, Lisa; Jacob, Victoria; Moen, Carolyn (Apr–Sep 2016). Religiosity, Developmental Context, and Sexual Shame in Pornography Users: A Serial Mediation Model. Sexual Addiction & Compulsivity. 23 (2/3): 244—259. doi:10.1080/10720162.2016.1151391. S2CID 147808068.
- Varina, Rachel; Glassman-hughes, Emma; Kibbe, Kayla (17 березня 2023). 20 Safe Porn Sites for Legitimately Better, More Ethical Content. COSMOPOLITAN. Архів оригіналу за 2 червня 2023. Процитовано 29 червня 2023.
- Wright, P. J.; Herbenick, D.; Paul, B. (2020). Adolescent Condom Use, Parent-adolescent Sexual Health Communication, and Pornography: Findings from a U.S. Probability Sample. Health Communication. 35 (13): 1576—1582. doi:10.1080/10410236.2019.1652392. PMID 31403326. S2CID 199540715.
- Wright, P. J.; Sun, C.; Steffen, N. (2018). Pornography Consumption, Perceptions of Pornography as Sexual Information, and Condom Use. Journal of Sex & Marital Therapy. 44 (8): 800—805. doi:10.1080/0092623X.2018.1462278. PMID 29634458. S2CID 4794350.
- Wilcox, Brian L. (1987). Pornography, social science, and politics: When research and ideology collide. American Psychologist. 42 (10): 941—943. doi:10.1037/0003-066X.42.10.941.
- Webber, Valerie (September 2021). Crossovers and Consent: Underlying Assumptions in Porn Health Protocol. Synoptique. 9 (2): 183—200.
- Wright, Paul J.; Bridges, Ana J.; Sun, Chyng; Ezzell, Matthew B.; Johnson, Jennifer A. (3 квітня 2018). Personal Pornography Viewing and Sexual Satisfaction: A Quadratic Analysis. Journal of Sex & Marital Therapy (англ.). 44 (3): 308—315. doi:10.1080/0092623X.2017.1377131. ISSN 0092-623X. PMID 28885897. S2CID 3682854.
- Yushun, Okabe; Daisuke, Ito (February 2022). Psychometric Properties of the Problematic Pornography Use Scale in a Japanese Sample. Archives of Sexual Behavior. 51 (2): 1573—2800. doi:10.1007/s10508-021-02141-2. PMID 34853978. S2CID 254262176.
- Ziv, Amalia (October 2014). Girl meets boy: cross-gender queer and the promise of pornography. Sexualities. 17 (7): 885—905. doi:10.1177/1363460714532937. S2CID 145460606.
- Zattoni, F; Gül, M; Soligo, M; Morlacco, A; Motterle, G; Collavino, J; Barneschi, A.C.; Moschini, M; Moro, F.D. (December 2021). The impact of COVID-19 pandemic on pornography habits: a global analysis of Google Trends. International Journal of Impotence Research. 33 (8): 824—831. doi:10.1038/s41443-020-00380-w. PMC 7699018. PMID 33249423.

#### Новини та веб-сайти
- Auerbach, David (23 жовтня 2014). Vampire Porn. Slate. Архів оригіналу за 19 грудня 2014. Процитовано 19 грудня 2014.
- Amis, Martin (17 березня 2001). A rough trade. The Guardian. Архів оригіналу за 24 травня 2020. Процитовано 29 лютого 2012.
- Ackman, Dan (25 травня 2001). How Big Is Porn?. Forbes. Архів оригіналу за 9 червня 2001. Процитовано 8 листопада 2007.
- Anthony, Sebastian (4 квітня 2012). Just how big are porn sites?. ExtremeTech. Архів оригіналу за 28 лютого 2021. Процитовано 13 липня 2022.
- Aucoin, Don (24 січня 2006). The pornification of America. The Boston Globe. Архів оригіналу за 10 листопада 2018. Процитовано 10 листопада 2018.
- Bottomore, Stephen (1996a). Stephen Herbert; Luke McKernan (ред.). Léar (Albert Kirchner). Who's Who of Victorian Cinema. British Film Institute. Архів оригіналу за 10 жовтня 2006. Процитовано 15 жовтня 2006.
- Bottomore, Stephen (1996b). Stephen Herbert; Luke McKernan (ред.). Eugène Pirou. Who's Who of Victorian Cinema. British Film Institute. Архів оригіналу за 2 травня 2012. Процитовано 15 жовтня 2006.
- Barford, Vanessa (14 жовтня 2015). Why America loved Playboy. BBC News. Архів оригіналу за 8 грудня 2022. Процитовано 6 березня 2023.
- Bridge, Adrian (20 липня 1996). Sex trade moguls thrive by the Blue Danube. The Independent. Архів оригіналу за 14 жовтня 2022. Процитовано 21 квітня 2011.
- Blue, Violet (24 липня 2009). Are more women OK with watching porn?. CNN.com. Архів оригіналу за 4 грудня 2022. Процитовано 13 липня 2022.
- Baxter, Sarah; Brooks, Richard (8 серпня 2004). Porn is vital to freedom, says Rushdie. The Times. London. Архів оригіналу за 12 жовтня 2008. Процитовано 8 листопада 2007.
- Brown, Jessica (26 вересня 2017). Is porn harmful?. BBC. Архів оригіналу за 17 липня 2019. Процитовано 27 вересня 2017.
- Castleman, Michael (15 вересня 2013). The Real Kama Sutra: More Than An Ancient Sex Manual. Psychology Today. Процитовано 1 травня 2023.
- Cole, Samantha; Maiberg, Emanuel (16 липня 2019). How Pornhub Enables Doxing and Harassment. Vice. Архів оригіналу за 16 липня 2019. Процитовано 8 березня 2020.
- Cole, Samantha (6 лютого 2020). How to Remove Non-Consensual Videos From Pornhub. Vice (англ.). Архів оригіналу за 3 вересня 2020. Процитовано 29 квітня 2020.
- Carter, Chance (16 листопада 2021). An Update on the Legal Landscape of Revenge Porn. naag.org (англ.). Архів оригіналу за 23 травня 2023. Процитовано 1 липня 2023.
- Canby, Vincent (22 липня 1969). Movie Review – Blue Movie (1968) Screen: Andy Warhol's 'Blue Movie'. The New York Times. Архів оригіналу за 31 грудня 2015. Процитовано 29 грудня 2015.
- Dugdale, John (2 травня 2013). Porn studies is the new discipline for academics. The Guardian. Архів оригіналу за 14 грудня 2013. Процитовано 2 травня 2013.
- Dugan, Andrew (5 червня 2018). More Americans Say Pornography Is Morally Acceptable. Gallup.com (англ.). Архів оригіналу за 19 травня 2020. Процитовано 12 березня 2020.
- Dunn, Emma (2 березня 2023). 'Men love my bald head': OnlyFans model diagnosed with rare cancer still makes £66,000 a year. The Independent. Архів оригіналу за 3 березня 2023. Процитовано 8 березня 2023.
- DeVille, Cherie (7 лютого 2023). Porn Needs to Rethink Its STI Testing Before It's Too Late. The Daily Beast. Архів оригіналу за 5 грудня 2023. Процитовано 3 червня 2024.
- Egan, Timothy (23 жовтня 2000). EROTICA INC. -- A special report.; Technology Sent Wall Street Into Market for Pornography. The New York Times. Архів оригіналу за 12 листопада 2017. Процитовано 4 червня 2023.
- Fae, Jane (28 січня 2010). Aussie censor balks at bijou boobs. The Register. Архів оригіналу за 5 квітня 2023. Процитовано 3 липня 2023.
- Gardiner, Bryan (22 січня 2007). Porn Industry May Decide DVD Format War. FOXNews.com – Technology News. Архів оригіналу за 10 лютого 2007. Процитовано 8 листопада 2007.
- Griffin, Andrew (9 листопада 2017). Virtual reality pornography is allowing for more 'intimate' and 'personal' experiences but could bring horrors, warn experts. The Independent. Архів оригіналу за 13 січня 2021. Процитовано 29 грудня 2019.
- Goussé, Caroline (16 лютого 2012). "No Copyright Protection for Pornography: A Daring Response to File-Sharing Litigation". Intellectual Property Brief. Архів оригіналу за 2 серпня 2012. Процитовано 1 березня 2012.
- Goodwin, Sam (21 серпня 2020). Father's staggering reaction to Renee Gracie's X-rated switch. au.sports.yahoo.com. Архів оригіналу за 7 червня 2023. Процитовано 6 червня 2023.
- Hymes, Tom (3 листопада 2009). Adult Tube Sites Now Spamming Through Google News. avn.com. Архів оригіналу за 21 серпня 2014. Процитовано 20 серпня 2014.
- Hay, Mark (27 вересня 2019). The Rift in the Porn World About How to Approach HIV. rewire news group. Архів оригіналу за 11 жовтня 2022. Процитовано 11 жовтня 2022.
- Hay, Mark (11 січня 2021). How to watch VR porn: Everything you need to know. mashable.com. Архів оригіналу за 7 березня 2023. Процитовано 9 березня 2023.
- Harford, Tim (5 червня 2019). Does pornography still drive the internet?. BBC News. Архів оригіналу за 28 квітня 2023. Процитовано 28 червня 2023.
- Jenkins, John Philip (16 квітня 2023). pornography. www.britannica.com. Encyclopædia Britannica, Inc. Архів оригіналу за 13 квітня 2023. Процитовано 26 квітня 2023.
- Joseph, Manu (24 липня 2015). The Kama Sutra as a Work of Philosophy. The New York Times (амер.). ISSN 0362-4331. Архів оригіналу за 5 березня 2023. Процитовано 10 лютого 2023.
- Jeffries, Stuart (12 квітня 2006). Are women human? (Interview with Catharine MacKinnon). The Guardian. London. Архів оригіналу за 26 серпня 2009. Процитовано 31 січня 2012.
- Jackman, Myles (8 серпня 2012). Extreme porn trial: consensual sex and the state. The Guardian. London. Архів оригіналу за 30 травня 2023. Процитовано 4 січня 2013.
- Koga (25 лютого 2010). XBIZ Awards 2010: Red Carpet. LAist. Архів оригіналу за 26 січня 2016. Процитовано 4 червня 2023.
- Klein, Marty (30 жовтня 2016). Kids Need Porn Literacy. Psychology Today. Процитовано 30 квітня 2023.
- Kernes, Mark (12 квітня 2014a). Nightline Takes a Look at Porn Piracy, and Targets MindGeek. avn.com. Архів оригіналу за 28 липня 2014. Процитовано 20 серпня 2014.
- Krueger, Alyson (28 жовтня 2017). Virtual Reality Gets Naughty. The New York Times. Архів оригіналу за 19 березня 2021. Процитовано 29 грудня 2019.
- Kleinman, Alexis (4 травня 2013). Porn Sites Get More Visitors Than Netflix, Amazon And Twitter Combined. HuffPost. Архів оригіналу за 25 серпня 2021. Процитовано 18 вересня 2021.
- Kernes, Mark (11 липня 2014b). MA Supremes Rule National Geographic Photos Not Kid Porn. avn.com. Архів оригіналу за 24 лютого 2021. Процитовано 18 липня 2014.
- Kernes, Mark (24 червня 2014c). Adult Actresses Deliver Petitions to Isadore Hall Office. avn.com. Архів оригіналу за 27 червня 2014. Процитовано 24 червня 2014.
- Kämmerer, Annette (9 серпня 2019). The Scientific Underpinnings and Impacts of Shame. Scientific American. Архів оригіналу за 13 лютого 2023. Процитовано 14 лютого 2023.
- Kutchinsky, Berl. Denmark - the first country to legalize pornography. www.fanny-hill.net. Denmark. Архів оригіналу за 8 листопада 2005. Процитовано 28 травня 2023.
- Lynch, Martin (17 січня 2007). Blu-ray loves porn after all. The Inquirer. Incisive Media Investments. Архів оригіналу за 21 червня 2007. Процитовано 8 листопада 2007.
- Leith, Sam (6 червня 2014). From teledildonics to interactive porn: the future of sex in a digital age. The Guardian. Архів оригіналу за 5 березня 2023. Процитовано 28 травня 2023.
- McGivern, Mark; Cosic, Milica (1 грудня 2022). Teacher quits after pupils find OnlyFans page she made to pay for sick son's care. Mirror.co.uk. Архів оригіналу за 30 квітня 2023. Процитовано 30 квітня 2023.
- Mearian, Lucas (2 травня 2006). Porn industry may be decider in Blu-ray, HD-DVD battle. MacWorld. Архів оригіналу за 12 липня 2006. Процитовано 8 листопада 2007.
- McNeil Jr., Donald G. (5 листопада 2012). Unlikely Model in H.I.V. Efforts: Sex Film Industry. The New York Times. Архів оригіналу за 10 липня 2022. Процитовано 9 жовтня 2022.
- Miller, Daniel (5 лютого 2014). A flashing good time at the XBiz Awards. Los Angeles Times. Архів оригіналу за 1 травня 2023. Процитовано 2 липня 2023.
- Morris, Chris (20 січня 2016). Porn's dirtiest secret: What everyone gets paid. www.cnbc.com. Архів оригіналу за 10 жовтня 2022. Процитовано 17 березня 2023.
- Nygaard, Else Marie (14 лютого 2023). Inge Krogh er død: Hun kæmpede mod børnepornografi, mens andre kaldte et forbud nyvictoriansk. Kristeligt Dagblad (дан.). Архів оригіналу за 15 лютого 2023. Процитовано 17 лютого 2023.
- Poposki, Claudia (10 березня 2024). Australian porn star reveals surprising fact about the industry. news.com.au. Архів оригіналу за 10 березня 2024. Процитовано 3 червня 2024.
- Reign, Tasha (8 квітня 2013). Tasha Tells All...On LA County's Measure B Condom Law. OC Weekly. Архів оригіналу за 22 лютого 2014. Процитовано 18 лютого 2014.
- Rutter, Jarod (10 липня 2009). The Big New Wave of Porn Parodies. avn.com. Архів оригіналу за 24 травня 2023. Процитовано 30 червня 2023.
- Seltzer, Leon F (6 квітня 2011). What Distinguishes Erotica from Pornography?. Psychology Today. Процитовано 2 лютого 2016.
- Spina, Francis X (9 липня 2014). 469 Mass. 0036. Commonwealth vs. John Rex. archives.lib.state.ma.us. Massachusetts. Supreme Judicial Court. Архів оригіналу за 19 червня 2023. Процитовано 19 червня 2023.
- Strusiewicz, Cezary Jan (16 лютого 2018). The Japanese Porn Industry: 5 Things We Learned at Japan Adult Expo. Tokyo Weekender. Архів оригіналу за 22 січня 2022. Процитовано 7 листопада 2022.
- Sutherland, John (14 серпня 2017). Fanny Hill: why would anyone ban the racy novel about 'a woman of pleasure'?. The Guardian. Архів оригіналу за 27 січня 2023. Процитовано 15 березня 2023.
- Shultz, David (31 грудня 2014). Religious and conservative states search for more Internet pornography. Science.org. Архів оригіналу за 16 лютого 2023. Процитовано 16 лютого 2023.
- Segal, David (28 березня 2014). Does porn hurt children?. The New York Times. Архів оригіналу за 22 листопада 2022. Процитовано 30 березня 2014.
- Smith, Helena (9 грудня 2009). Laid bare: the sex life of the ancient Greeks in all its physical glory. The Guardian. Архів оригіналу за 18 вересня 2021. Процитовано 6 березня 2023.
- Somaiya, Ravi (18 січня 2015). As Playboy and Penthouse Fade, Newer Magazines Tilt Artistic. The New York Times. Архів оригіналу за 26 лютого 2023. Процитовано 6 березня 2023.
- Shane, Charlotte (18 травня 2021). OnlyFans Isn't Just Porn ;). The New York Times. Архів оригіналу за 7 березня 2023. Процитовано 8 березня 2023.
- Saul, Heather (2 грудня 2014). UK porn legislation: What is now banned under new government laws. independent.co.uk. Архів оригіналу за 31 травня 2023. Процитовано 3 липня 2023.
- Trøiborg, Ida (18 липня 2020). I 11 år var Danmark hele verdens børnepornomekka: Hvorfor greb ingen ind?. Jyllands-Posten (дан.). Архів оригіналу за 17 лютого 2023. Процитовано 17 лютого 2023.
- Topsfield, Jewel (26 листопада 2022). Porn star Angela White studied at Melbourne Uni to 'know the enemy'. The Sydney Morning Herald. Архів оригіналу за 29 листопада 2023. Процитовано 3 червня 2024.
- Villines, Zawn; Litner, Jennifer (27 серпня 2020). Porn: Is it bad for you?. MedicalNewsToday. Архів оригіналу за 25 травня 2023. Процитовано 26 червня 2023.
- Weiss, Robert (2 липня 2020). The Evolution of Pornography. Psychology Today. Процитовано 14 жовтня 2022.
- Wagner, Mitch (26 травня 2007). Sex in Second Life. InformationWeek. Архів оригіналу за 13 грудня 2010. Процитовано 21 червня 2023.
- Zook, Matthew (19 вересня 2005). The Art and Politics of Netporn. Networkcultures.org. institute of network cultures. Архів оригіналу за 2 січня 2023. Процитовано 21 квітня 2011.
- Zane, Zachary (4 травня 2021). The Most Popular Genres of Porn, Explained. Men's Health. Архів оригіналу за 7 березня 2023. Процитовано 11 березня 2023.
- American Porn. FRONTLINE. PBS. February 2002. Архів оригіналу за 17 квітня 2023. Процитовано 1 лютого 2014.
- Are the effects of pornography negligible?. nouvelles.umontreal.ca (фр.). 1 грудня 2009. Архів оригіналу за 31 січня 2013. Процитовано 13 липня 2022.
- A Conversation With Catherine MacKinnon (transcript). ThinkTANK. 1995. PBS. Процитовано 1 вересня 2009.
- Denmark legalized pornography 50 years ago. Did the decision turn out as expected?. The Local. 31 травня 2019. Архів оригіналу за 11 червня 2023. Процитовано 29 червня 2023.
- Gabinetto Segreto (італ.). Архів оригіналу за 11 квітня 2011. Процитовано 2 травня 2023.
- Green light for porn films. BBC News. 22 травня 2000. Архів оригіналу за 25 квітня 2023. Процитовано 23 червня 2023.
- Hot Girls Wanted. www.netflix.com (англ.). 2015. Архів оригіналу за 26 квітня 2020. Процитовано 17 квітня 2020.
- Hong Kong filmmakers shoot 'first' 3D porn film. The Independent. 10 серпня 2010. Архів оригіналу за 9 лютого 2023. Процитовано 9 лютого 2023.
- Movie Day at the Supreme Court or "I Know It When I See It": A History of the Definition of Obscenity. findlaw.com. 26 квітня 2016. Архів оригіналу за 28 травня 2023. Процитовано 26 червня 2023.
- Magnet Media Holds Porn/Tech Event in NYC This Tuesday. avn.com. Архів оригіналу за 11 березня 2014. Процитовано 11 березня 2014.
- Mormon-Themed Porn Is Apparently a Booming Business. Vice. 5 грудня 2014. Процитовано 30 червня 2023.
- New offence of possession of extreme pornographic images. Ministry of Justice. 26 листопада 2008. Архів оригіналу за 10 грудня 2008. Процитовано 6 грудня 2008.
- Professor Sir Bernard Williams. The Times. 14 червня 2003. Архів оригіналу за 4 січня 2022. Процитовано 29 березня 2023.
- pornography. Online Etymology Dictionary. Архів оригіналу за 18 червня 2022. Процитовано 21 квітня 2011.
- porn (n.). Online Etymology Dictionary. Архів оригіналу за 2 квітня 2023. Процитовано 2 квітня 2023.
- pornography. Oxford English Dictionary. 1989. Архів оригіналу за 30 липня 2021. Процитовано 20 лютого 2023.
- 'Revenge porn' Facebook post leads to jail sentence. BBC News. 3 грудня 2014. Архів оригіналу за 13 січня 2021. Процитовано 9 жовтня 2015.
- Safety in the Adult Film Industry. www.dir.ca.gov. June 2020. Архів оригіналу за 6 грудня 2022. Процитовано 6 грудня 2022.
- The Earliest Pornography?. Science.org. 13 травня 2009. Архів оригіналу за 13 листопада 2022. Процитовано 22 лютого 2023.
- The 14 Most Brilliant Porn Parodies of All Time. GQ. 7 лютого 2010. Архів оригіналу за 23 березня 2023. Процитовано 2 липня 2023.
- The 1000 most-visited sites on the web. July 2011. Архів оригіналу за 16 січня 2013. Процитовано 21 лютого 2023.
- The Truth About California's Adult Entertainment Industry White Paper 1999. avn.com. 15 липня 1999. Архів оригіналу за 29 квітня 2014. Процитовано 28 квітня 2014.
- Takedown Piracy Celebrates Fifth Anniversary. avn.com. 13 травня 2014. Архів оригіналу за 21 серпня 2014. Процитовано 20 серпня 2014.
- 'They Can't Stop Us:' People Are Having Sex With 3D Avatars of Their Exes and Celebrities. Vice. 20 листопада 2019. Архів оригіналу за 18 вересня 2020. Процитовано 29 грудня 2019.
- Things Are Looking Up in America's Porn Industry. www.nbcnews.com (англ.). 20 січня 2015. Архів оригіналу за 10 січня 2021. Процитовано 26 січня 2018.
- Warhol's Red Hot and 'Blue' Movie. D1. Print. (behind paywall). The New York Times. 10 серпня 1969. Архів оригіналу за 31 грудня 2015. Процитовано 29 грудня 2015.
- 29% Accessed Porn on Work Computers Last Month - CBS News. cbsnews.com. 23 квітня 2010. Архів оригіналу за 25 червня 2010. Процитовано 13 липня 2022.